# 日産・GT-R
GT-R（ジーティーアール）は、日産自動車が2007年（平成19年）から2025年（令和7年）の予定で製造・販売しているノッチバッククーペ型のスポーツカー（乗用車）。生産は仕向地に関係なく、全て栃木工場で行われている。

## 概要
日産のスポーツモデルの象徴であるスカイラインGT-Rの後継車種で、GT-Rとしては「第3世代」に属する。車両型式としては、第2世代GT-Rの最終モデルとなったR34型を継承してR35型を名乗り、V35型以降のスカイラインとは異なる系列となった。
歴代スカイラインGT-Rの象徴であった2ドアクーペのボディや丸型4灯のテールランプなどを踏襲するが、開発および設計はスカイラインとは無縁であり、独立した固有の車種として扱われている。サーキットやアウトバーンなどを高速巡航できる動力性能を有する一方で、市街地走行時の乗り心地、雪道や濡れた路面での操安性、静粛性、乗降性、トランクの積載性、後部座席の着座性、燃費やCO2排出量などの環境性能を考慮して開発され、運転スキル、天候や路面状況、使い方が日常使用か否かであるかなど、様々な条件に左右されず「誰でも、どこでも、いつでも」スーパーカーの魅力を楽しめるよう企画されており、日産では「新次元マルチパフォーマンス・スーパーカー」と称している。
設計統括の水野和敏は、要求された性能を満たすには品質を向上させる必要があるため専用ラインでの生産を考えていたが、水野に全権を委任した日産CEO（当時）カルロス・ゴーンの「GT-Rは日産の象徴であるが日産は量産車メーカー」という理念から、BNR34型スカイラインGT-Rが生産されていた栃木工場のFR生産ラインで混流生産されることとなった。これにより、最初期のモデルは777万円で販売可能となった。栃木工場関係者は仮に専用ラインで生産した場合、ポルシェ・911と同価格帯（1,000万円中盤から2,000万円）となった可能性を指摘している。また、水野はイヤーモデルの記者発表会で自ら説明を行っていたが、最前列に座った記者に高度な質問を投げかけるのが恒例行事だったという。
2007年（平成19年）10月24日に開催された第40回東京モーターショーで量産型が発表され、日本では同年12月6日に発売。北米では12月のロサンゼルスオートショーで初公開された。BCNR33型とBNR34型のスカイラインGT-Rは各100台限定でイギリスで販売されていたが、左ハンドル仕様を用意したグローバル規模での販売は本モデルが初となる。
マイナーチェンジに関しては毎年進化するイヤーモデル制を採っている。主なマイナーチェンジとして2011年モデルは、発売から約3年後の2010年（平成22年）9月にモンディアル・ド・ロトモビルで披露されて10月18日に日本で正式発表された。エンジンを中心としたメカニズムと空力性能を含む内外装デザインが熟成されて新グレード「club  track edition(クラブトラックエディション)」と「egoist(エゴイスト)」が追加されて日本で11月17日から発売された。2014年モデルと新設定NISMOモデルは前後ランプやサスペンションなどが変わり2013年(平成25年)11月19日に正式発表されて翌月2日に販売開始。2017年モデルは　ビックマイナーチェンジとなり、内外装や内部も大きく変わり、NISMO独立モデル誕生により、NISMO専用の内外装やチューニングが行われた。2016年7月27日発売開始。2024年モデルは二度目のビックマイナーチェンジで、内外装や内部共にNISMOモデルと共に大きく変わった。2023年3月20日注文開始。2024年10月までの累計販売台数は16831台
登場から10年以上が経過すると、一部の地域では販売を終了するところも出てきた。オーストラリアでは側面衝突規制の強化に伴い、2021年末で販売を終了した他、欧州でも騒音規制、およびカーボンニュートラル（脱炭素化社会）化が強化されることへの対応が難しいことから、2022年夏の限定モデルを最後に販売を終了した。その他の市場においても2025年モデルを最後に販売を終了し、同年8月で生産を終了することが明らかとなっている。

## 開発
2000年にGT-Rの先行開発が開始され、その成果として2001年の第35回東京モーターショーに出展された「GT-Rコンセプト」が作られた。そして、その発表時には当時日産のCOOで後のCEOであるカルロス・ゴーンによりGT-Rの開発が発表された。
先行開発の際には、後のGT-R開発責任者となる水野和敏にもGT-Rの開発依頼が日産からなされたが、それはFMプラットフォーム開発の延長としての依頼であり、それではGT-Rを日産のシンボルにできないという理由で拒否した。また当時の日産の体制では世界に通用するスーパースポーツカーは作れないという考えもあったという。その後、2003年4月から水野は先行開発部署でFMパッケージと同時に構想していた「PMパッケージ（プレミアムミッドシップパッケージ）」を採用した試作車の作成を行っていたが、2003年11月に再び水野へGT-Rの開発の依頼がなされた。その後水野はゴーンにGT-Rの開発の全権を委任され、GT-Rの開発を主管することとなり、2004年1月には本格的な開発が開始された。ゴーンの直轄プロジェクトとなったことから、開発体制も日産の通常の部門別体制ではなく専門の開発チームによる形とされた。
開発はドイツのニュルブルクリンクを拠点に開発され、日本国内においては仙台ハイランドもテストコースとして利用された。水野は開発コンセプトとして「300km/hで隣の席の人と会話することができる」ことを掲げ、そのためニュルブルクリンクだけでなく世界各地での実走テストも実施し、一部は水野が自らハンドルを握ったという。
2003年の第37回東京モーターショーのプレス向け会見ではゴーンより市販モデルの2007年（平成19年）秋の発表・発売が明らかにされ、2005年の第39回東京モーターショーではプロトタイプモデルの「GT-Rプロト」が公開された。
当初の企画段階では「想定販売価格は2000万円～2500万円」とされたが、ゴーンが販売価格を下げるように指示したため、前述の通り混流生産方式を導入。それに加え、部品メーカーとの間で納入価格についてシビアな交渉が行われたようで、水野は後に「ブレンボのブレーキローターやビルシュタイン製のサスペンションなどは、全て自分が設計した"水野スペシャル"」だとして、「一般的にこうしたパーツメーカーとの取引は、その相手の言い値になりますが、こちらから向こうに新しい技術を提供するというカードが切れる立場となれば……。あとはご想像におまかせします（笑）」と語っている。
混流生産ではあるが「公差ゼロ」などの高い品質基準が要求されたこともあり、部品の組み付けに補助員が必要となることや、生産ラインの途中での「中間テスト」、栃木工場のコースを使ったテスト走行などが行われることから、同じラインで生産される他車よりもコストがかかっている。
混流生産の恩恵として、当初GT-Rのみで行われていた中間テストを同じラインで生産されるフェアレディZやスカイラインに適用したところ、これらの品質も向上した。
後にゴーンがルノーのCEOを兼務するようになったことから、2009年頃にゴーンの直轄は解かれ、さらに2013年に水野が退社したため開発チームも解散。以後は通常の部門別開発の形でイヤーモデルの開発が続けられている。

## メカニズム

### パッケージング

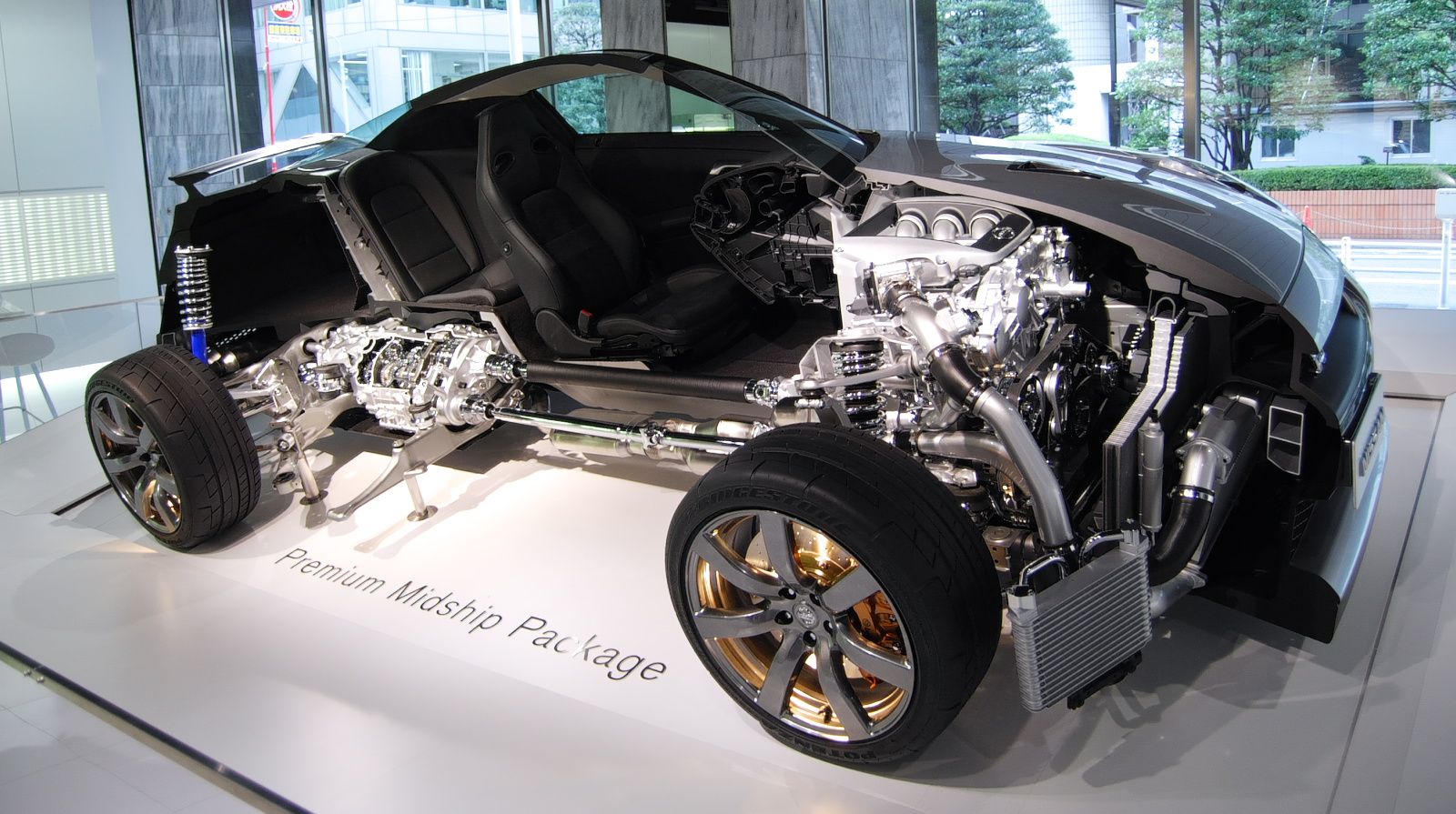
カットモデル

エンジンを車両前方に、クラッチ・トランスミッション・トランスファーを車両後方に配置する、世界初の独立型トランスアクスルを採用した「プレミアムミッドシップパッケージ」がとられている。駆動方式はR32型以降のスカイラインGT-Rと同様に4WDとなり、四輪駆動システムにはR32型以降のGT-Rにも採用されているアテーサE-TSの改良版が採用された。
このパッケージングは、いかなる環境においても安定して高速で走行できる「究極のフラットライド・スポーツ」を実現するために導き出されたものであり、前後重量配分を改善するのと同時に、リアアクスル付近に重量物を配置することによって走行時にタイヤに強い接地荷重を与えることができ、さらにエンジン後方にトランスミッションがなくなることで最適なエアフローが可能になり、強力なダウンフォースも得ることができる。このため、開発においては、リアのトランスアクスルが最初に設定され、そこからリアタイヤのグリップ荷重とフロントタイヤのグリップ荷重が導き出され、V6ツインターボエンジンは車両の重量バランスに配慮して最後に決定された。これは最初にエンジン仕様を設定する多くの自動車の開発手順とはまったく逆の手順となる。世界のスーパーカーと比較して車重が重いが、これはトラクションを最大化するためのものである。
2010年11月のマイナーチェンジではタイトコーナーブレーキング現象を防ぐために、10km/h以下の速度でステアリングホイールを半回転以上回した際には後輪駆動となる「2WD」モードが追加された。
2012年11月に発売された2013年モデルではダッシュパネルバー2か所とインストメンバー部にリインフォースが追加され、車体剛性が向上されている。

### パワートレイン

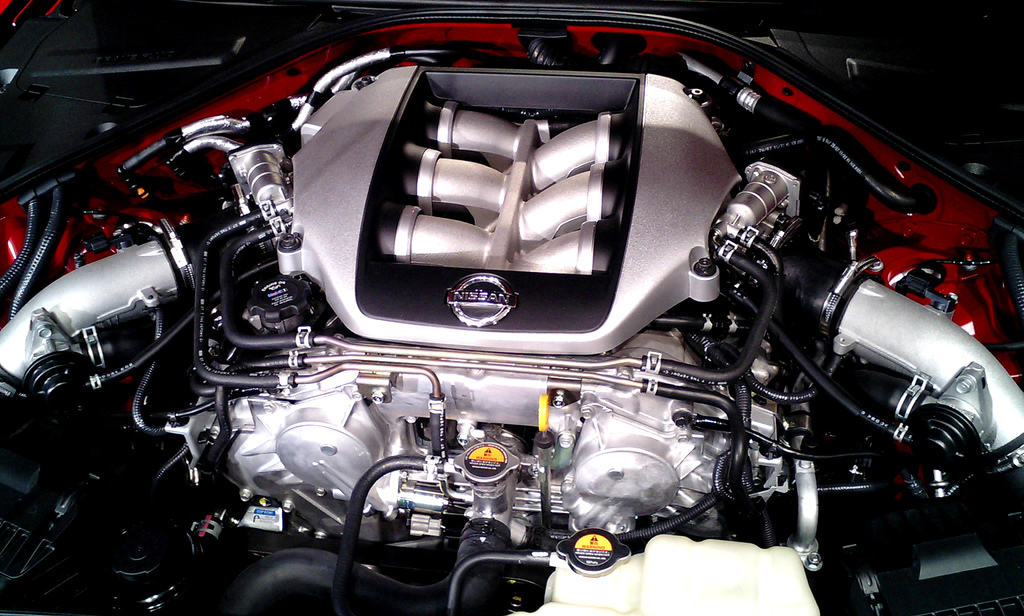
エンジンルーム（2008年モデル）

エンジンは、VR38DETT型 3.8L V型6気筒DOHCツインターボをフロントに搭載する。混流生産される量産車であるが、エンジンだけは「匠」の称号を持つ横浜工場の職人が1人1台を手作業で組み立てている。
初期のモデルは最高出力480馬力、2008年12月の小改良以降のモデルは485馬力、2010年11月発売の2011年モデルは530馬力、2012年モデルから2015年モデルまでは550馬力、2017年モデルは570馬力、2014年2月末販売のNISMOモデルは600馬力を発生する。最大トルクはマイナーチェンジ前の2007年12月登場モデルが60.0kgf·m、2011年モデルが62.5kgf·m、2012年から2016年モデルまでが64.5kgf·m、NISMOモデルが66.5kgf·m、2017年モデルが65.0kgf·mである。2016年7月改良型では吸排気抵抗の低減により燃費向上も図られ、同時にシフトチェンジの制御、駆動トルク最適化により燃費を向上させる「SAVE」モードが追加された。MY11（2011年モデル）からは高性能を表現するためにエンジンカバーが赤色に塗装される。2012年モデルでも燃費向上がなされ、2013年モデルでは改良が施され、中回転域のレスポンスおよび高回転域での加速の伸びが向上された。2017年モデルではNISMOモデルに採用されている気筒別点火時期制御の採用により、ノッキングの発生を抑え、燃費を損ねることなく最高出力・最大トルク共に向上した。
トランスミッションは非プラネタリーギア式のGR6Z30A型（通称GR6型）6速デュアルクラッチトランスミッション（DCT）が搭載され、過去のスカイラインGT-Rとは異なり3ペダル方式のマニュアルトランスミッション（MT）は用意されていない。ボルグワーナーの6プレートデュアルクラッチシステムを採用し、1速、3速、5速用と2速、4速、6速用として2つの湿式多板クラッチを備え、最速0.2秒での自動変速が可能である。デュアルクラッチはボルグワーナー製のものが採用されているが、トランスミッション内部は愛知機械工業などの日産グループの企業が製造しており、組み立ては2007年（平成19年）10月より名古屋市港区の愛知機械工業永徳工場で行われる。センターコンソールに配されるセットアップスイッチではトランスミッションのセッティングを変更でき、素早い変速が可能な「R」モード、「ノーマル」モード、滑りやすい路面に合わせた「スノー」モードの3つが選択できる。
横滑り防止装置については日産の従来の「VDC」ではなく、新たに「VDC-R」が採用された。一般車向けのVDCとは異なり「ノーマル」と「オフ」に加え、前後トルク配分を制御する「R」が追加された。このVDC-Rは200km/hを超えても制動ができる能力があり、従来の横滑り防止装置の規格を超越した能力を備えている。このVDCの特性変更はセンターコンソールのセットアップスイッチで行われる。

### シャーシ
サスペンションには、フロントにダブルウィッシュボーン式、リアにマルチリンク式サスペンションが採用される。ショックアブソーバーにはビルシュタインとの共同開発による電子制御式ショックアブソーバー「Bilstein Damptronic」が採用される。大入力を支えるサスペンションメンバーはヨロズ製で、パイプを主要骨格とし高剛性化を図り、高精度のサスペンションジオメトリーおよび軽量化に寄与している。ショックアブソーバー特性はセンターコンソールのセットアップスイッチで変更することができ、高速コーナー向けの「R」、「ノーマル」、乗り心地を優先した「コンフォート」の3種類の特性が用意される。
2008年12月に行われた一部改良の際にはショックアブソーバー構造を変更し、サスペンションについてもフロントバネレートの向上を行うなどの改良が施され、翌2009年12月の一部改良ではフロントサスペンションのショックアブソーバーおよびスプリングの精度、リアサスペンションのラジアスロッドブッシュ剛性が向上された。2010年11月のマイナーチェンジではフロント・リアサスペンション共に特性変更が行われ、新開発のアルミ製フリーピストン仕様のショックアブソーバーが採用された。2011年11月発売の2012年モデルからは、ハンドル位置やプロペラシャフトが中心より右側に位置していることを考慮して、日本仕様車や英国仕様車などの右ハンドル仕様車のサスペンションセッティングが左右非対称とされる。2013年12月のマイナーチェンジでは、スプリングのバネ定数、ショックアブソーバーの電子制御、フロントスタビライザーバネ定数の最適化、リンクブッシュ類の見直しなどが行われ、サスペンションの有効ストロークを増やして路面追従性が高められた。2016年7月発売予定の2017年モデルではボディ剛性の向上によってショックアブソーバー・スプリング・スタビライザーのセットアップを更に突き詰めたことで、タイヤの接地性が向上し、高速走行時の安定性を高め、直進安定性も向上された。
ブレーキは、前後380mmのフルフローティング ドリルドローターに、フロント対向6ポット、リア対向4ポットのブレンボ製モノブロックブレーキキャリパーをラジアルマウントで装着しており、ノーマル状態でもサーキット走行に適応できる状態となっている。2010年11月改良型ではローターが独自開発の薄型大径ローターとなり、フロントローターが390mmに大径化された。

### タイヤ
タイヤは、日産車としては初めてランフラットタイヤを標準装備としており、通常のタイヤに使用される空気ではなく窒素が充填される。この純正品以外の使用はメーカー保証対象外となる。2010年モデルまではブリヂストン社製とダンロップ社製のタイヤが選択でき、ブリヂストン社製は2009年モデルまでが「POTENZA RE070R」、2010年モデルは「POTENZA RE070R-R2」（メーカーオプション）、spec Vは「POTENZA RE070R-V1」が純正タイヤであり、ダンロップ社製は2010年モデルまで「SP SPORT 600 DSST CTT」が純正タイヤであった。2011年モデル以降はダンロップ社製の「SP SPORT MAXX GT 600 DSST CTT」が唯一の純正タイヤとなっており、このタイヤは、300km/h走行中にタイヤがバーストした後でも80km/hの速度でおよそ80kmの距離を自走可能なように作られている。タイヤサイズは全車フロントが255/40R20、リアが285/35R20となる。2007年当時のスポーツカーは18～19インチが標準であり、20インチはSUVやオフロード車向けであったが、接地面積を増やすために選択された。冬季用タイヤとして、ブリヂストン社製「ブリザックLM-25」をベースにランフラット化されたGT-R専用のスタッドレスタイヤが純正オプションとしてラインアップされる。ダンロップも専用のスタッドレスタイヤを用意している。
ホイールは、レイズ社との共同開発となる鍛造20インチアルミホイールが採用されており、タイヤのリムずれを防止するためのローレット加工が施されている。安全上の理由から、日産自動車ではGT-R専用のホイール及びタイヤ以外の装着は認めておらず、タイヤの脱着もハイパフォーマンスセンターにて使用したタイヤを切断して新しいタイヤに装着する手順が必要となる。ホイールは2007年12月販売型では7スポークのデザインであったが2010年10月改良型（2011年モデル以降）では10スポークの新デザインとなり、軽量・高剛性化がなされている。2016年7月改良型（2017年モデル以降）についてもデザインが変更されている。その後2020年モデルからはさらに複雑な形状に変更された。NISMOは2014年モデルでは太めの6本スポークだったが、2022年ではより細めの9スポークとなった。2022年モデルNISMOのホイールはカラーリングを変更してPremium edition T-specにも採用されている。
タイヤ周りの変化

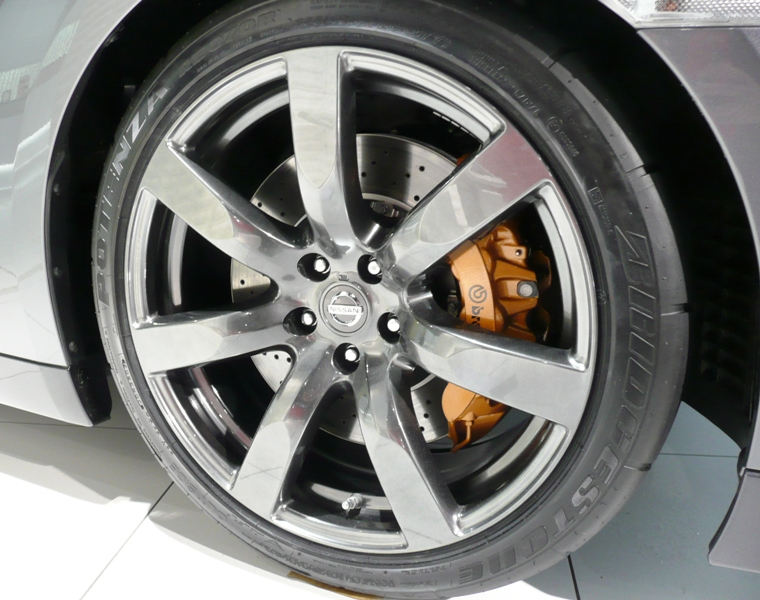
2008年モデルのピュアエディション以上のグレードのフロントブレーキ・ホイール（POTENZA装着車）
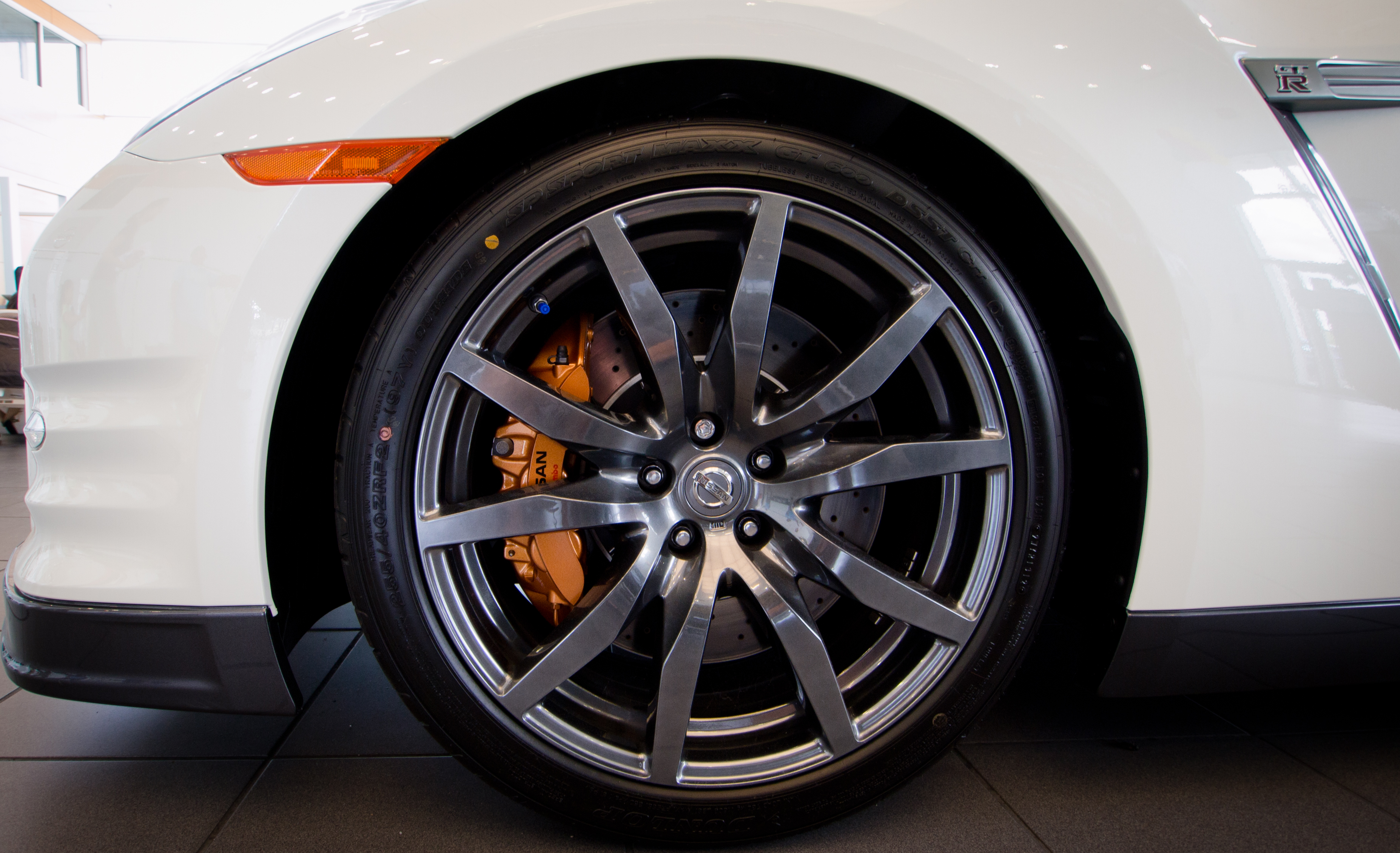
2013年モデルのフロントブレーキ・ホイール
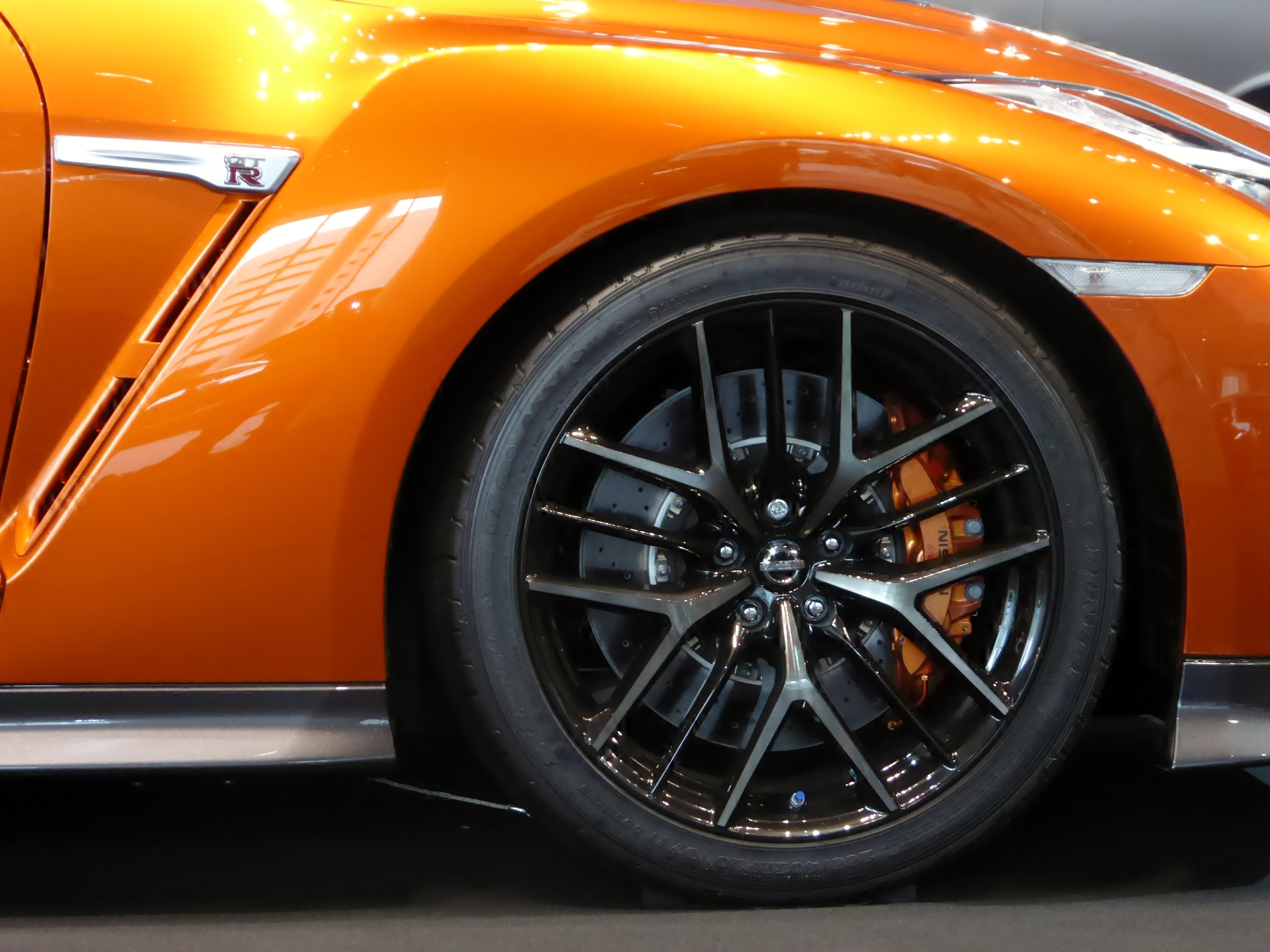
2017年モデルのフロントブレーキ・ホイール
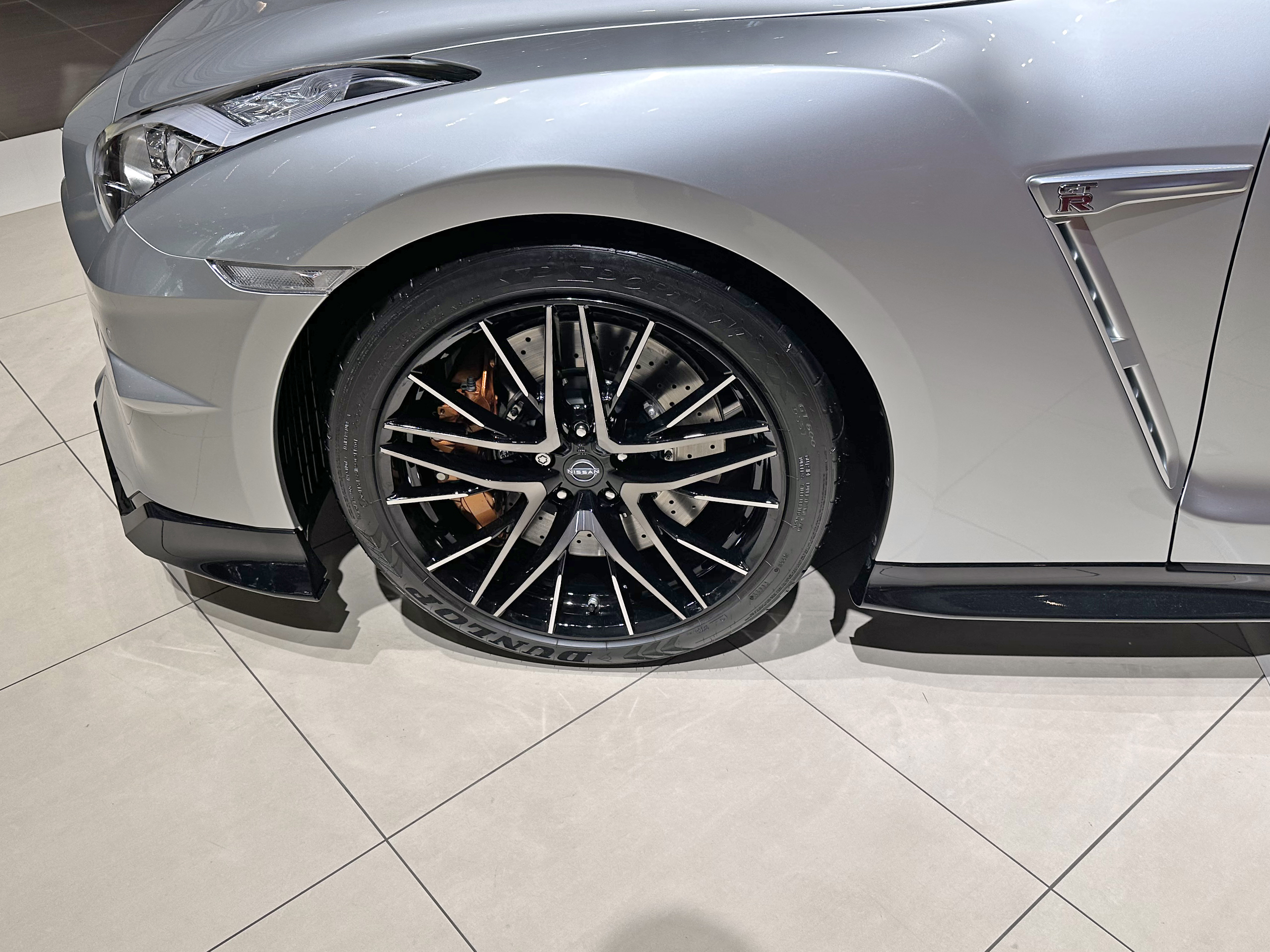
2023年モデルのフロントブレーキ・ホイール

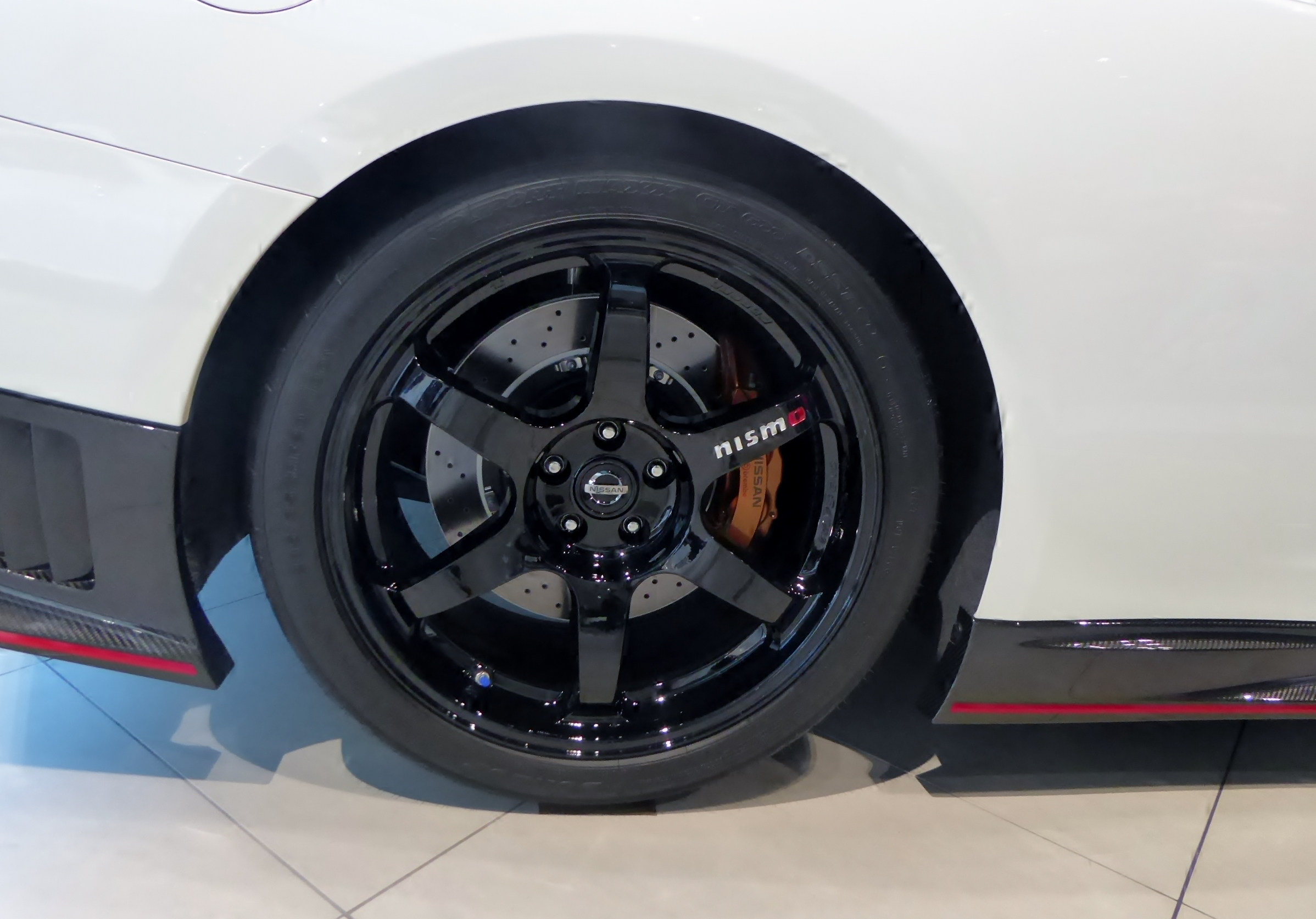
2014年モデルNISMOのフロントブレーキ・ホイール
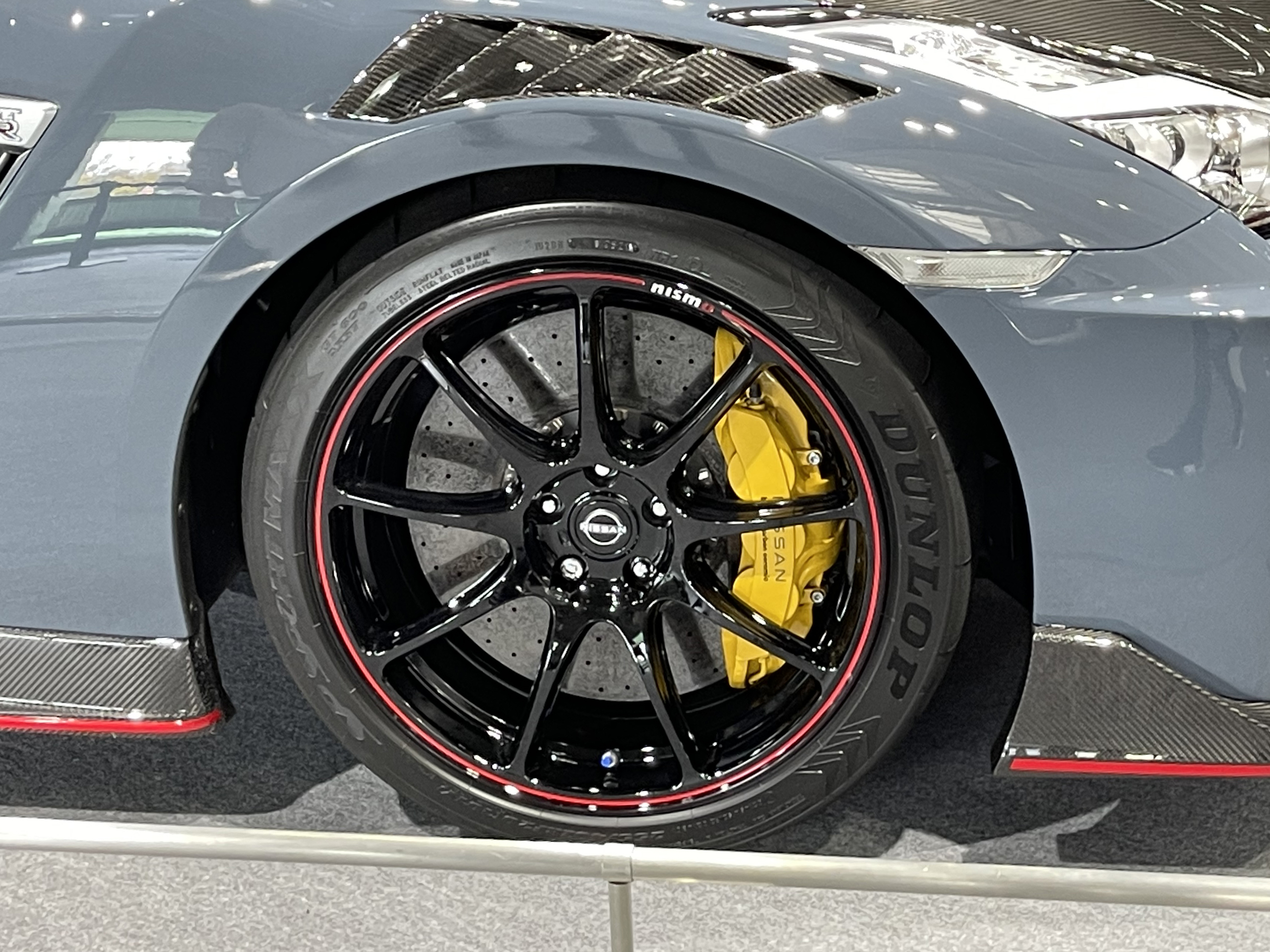
2022年モデルNISMOのフロントブレーキ・ホイール

## デザイン
デザインは、日産の社内から最大規模で公募し、世界中に点在している日産のデザイナー約80人から応募があった。途中案をエクステリアデザインのみのコンセプトモデル「GT-Rプロト」として2005年の東京モーターショーに出品した。市販モデルのデザインはこれをベースに最終決定した。本モデルから「スカイライン」の名称は冠していないが、スカイラインGTの伝統である丸型4灯テールランプと、KPGC10型スカイライン2000GT-R以来の4座席を確保した2ドアクーペスタイルを継承している。
Aピラー脇の一部が盛り上がっているのは、水野和敏がテスト走行中に指摘した風切り音を軽減するための措置である。

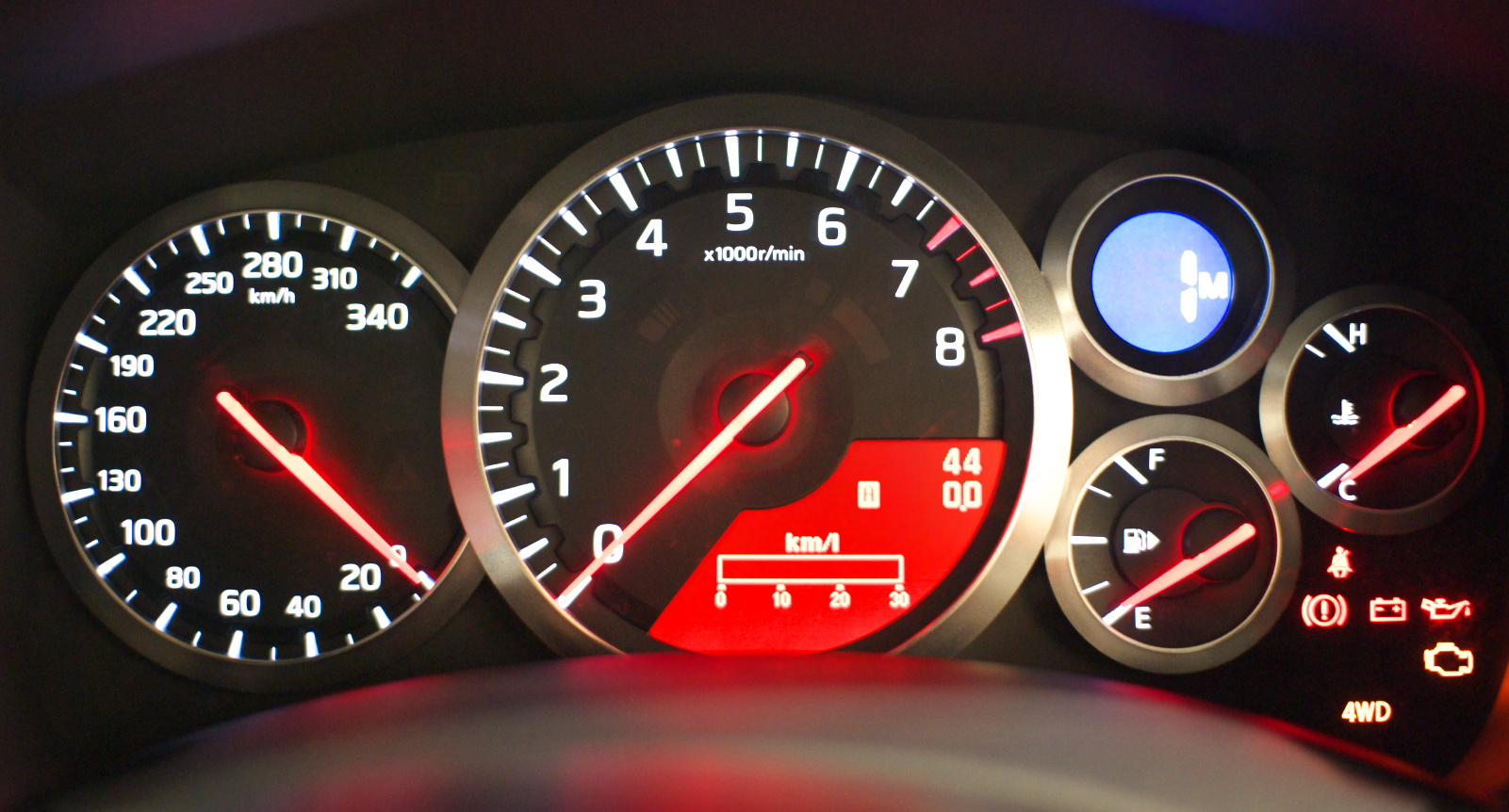
純正の計器類。左端から、340km/hまでの速度計、回転計、ギア数、水温計。

メーターは左端から、340km/hまでの速度計（スピードメーター）、回転計（タコメーター）、ギア数、水温計が装備されている。R34型よりも大きくそして視認性が高い形状で、家庭用テレビゲームのグランツーリスモシリーズの開発を手掛けるポリフォニー・デジタルが担当した画面デザインで多機能なマルチファンクションディスプレイ（MFD）を搭載している。
エンジンの始動・停止は、センターコンソールのシフトレバー後方に位置する赤いプッシュエンジンスタートボタンで行う。2017年モデルは、エンジンスタートボタンがシフトレバーの側面に変更され、ITコマンダーをシフトレバーの後方に移動してタッチパネル式ナビとドライブポジション調整の操作性が向上した。

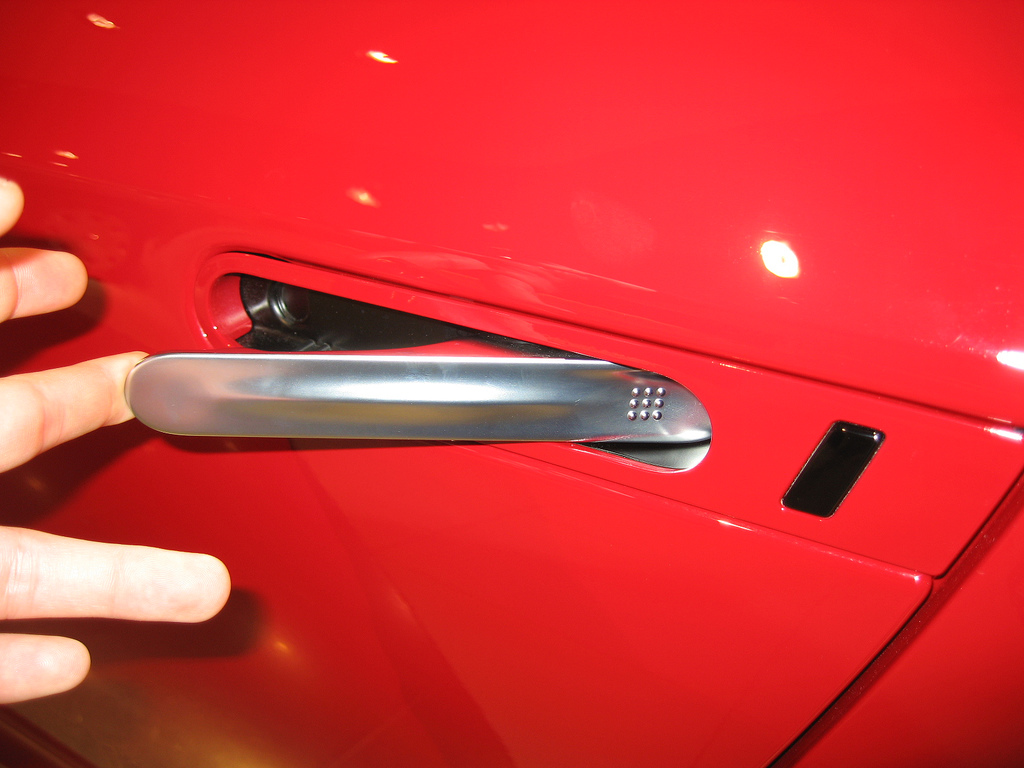
アウタードアハンドル
（左側）

アウタードアハンドルは空力性能を考慮した収納式で、外側からドアを開くにはハンドルの車両後方側を押し込んで起き上がる前方部を引く。フューエルリッドは電磁的プッシュリフター方式でリッドを押して開く。
日産車は車名の書体を全車型ともNE-01に統一しているが、GT-Rは日産車として特別な存在であることからフェアレディZなどと同様に専用書体を採っている。旧来のスカイラインGT-Rに同じく赤色の「R」が「GT」の下に位置するロゴタイプが、車両後部、フロントグリル、ステアリング、インテリジェントキーなどに配置されている。
ステアリングホイールに日産のエンブレムが用いられていないのは、R34型GT-RとZ33のCPSだった湯川伸次郎は後年、GTRとZは特別な車種ということで認められたという。
空力性能は2007年12月販売型でCd値を0.27、2010年11月改良型で0.26、トランスアクスル方式を採用して大幅なダウンフォースを得ている。リアスポイラーはR34型よりも小型化されているが、ダウンフォースは向上させている。2008年12月の一部改良時にフロントナンバープレートの取り付け位置が変更されて全長が5mm短縮された。
2010年のマイナーチェンジは、それまでオプション設定であったLEDデイライトを標準装着し、大径反射面と二段整流フィンを設定した新デザインのフロントバンパーを採用してフロントダウンフォースが約10%増加し、エンジンルーム内空気抵抗を低減させてラジエーター通過とフロントブレーキ冷却の風量を増加した。リアバンパーは意匠変更と同時にアウトレットを追加してリアダウンフォースを10%向上させ、リアディフューザーを延長することで床下冷却性能を向上して空気抵抗を低減した。フロントバンパー・グリルは開口部を拡大し、ヘッドランプインナーパネルはメッキ部を増加し、テールパイプフィニッシャーはデザインを変更した。
2013年のマイナーチェンジは、ヘッドランプ・テールランプのデザインを変更した。
2017年モデルでのマイナーチェンジは、大幅にデザインを変更して日産車に共通するデザインのVモーショングリルを採用し、フロント・サイド・リアと細部にわたって形状を変更して全長を延長し、空気抵抗・ダウンフォース・冷却性能の点で高性能化した。字光式ナンバーは装備不可である。
2022年モデルでは、リアのエンブレムやホイールセンターキャップのCIが2020年7月に改定された新CIとなった。
2024年モデルでは、空気抵抗を増加させずにダウンフォース増加を図るため、バンパー（フロント・リア共）とリアウイングが新デザインとなり、マフラーは新車外騒音規制に対応するため走行時の不要なノイズと振動を低減する新構造となった。
2025年モデルでは、「Premium edition」において、青基調の特別設定内装色であるブルーヘブンをメーカーオプションとして設定された。

### デザインの変遷

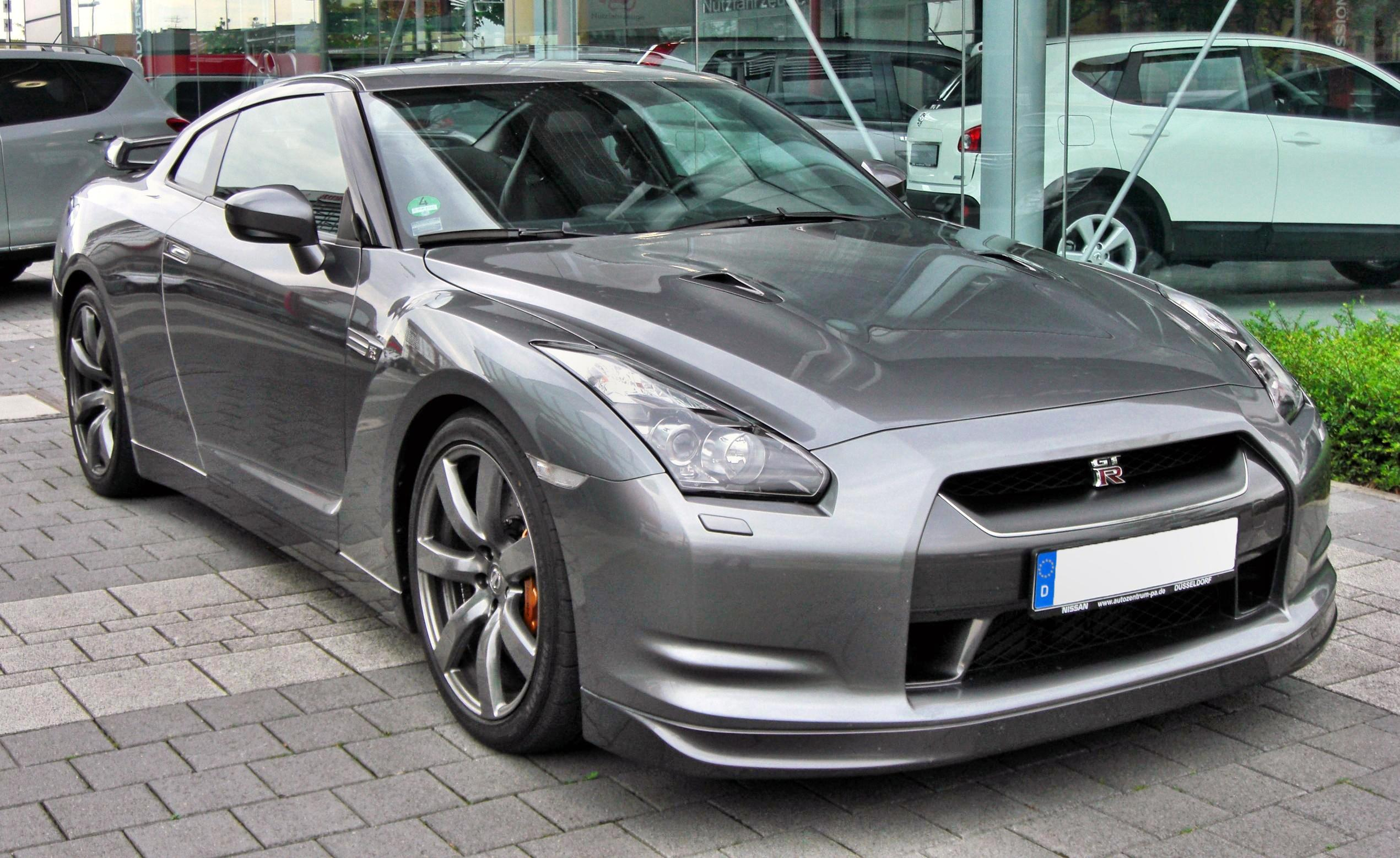
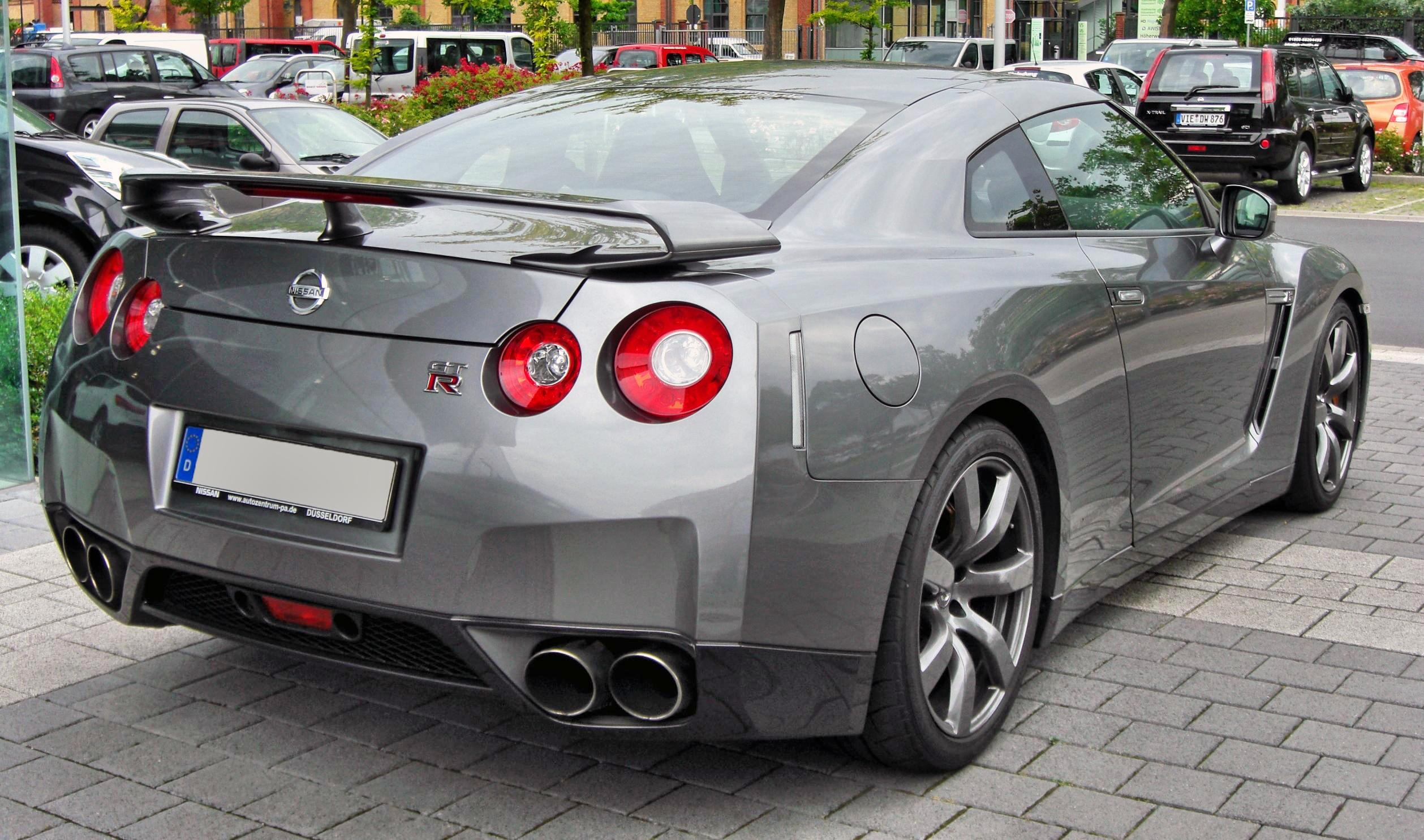
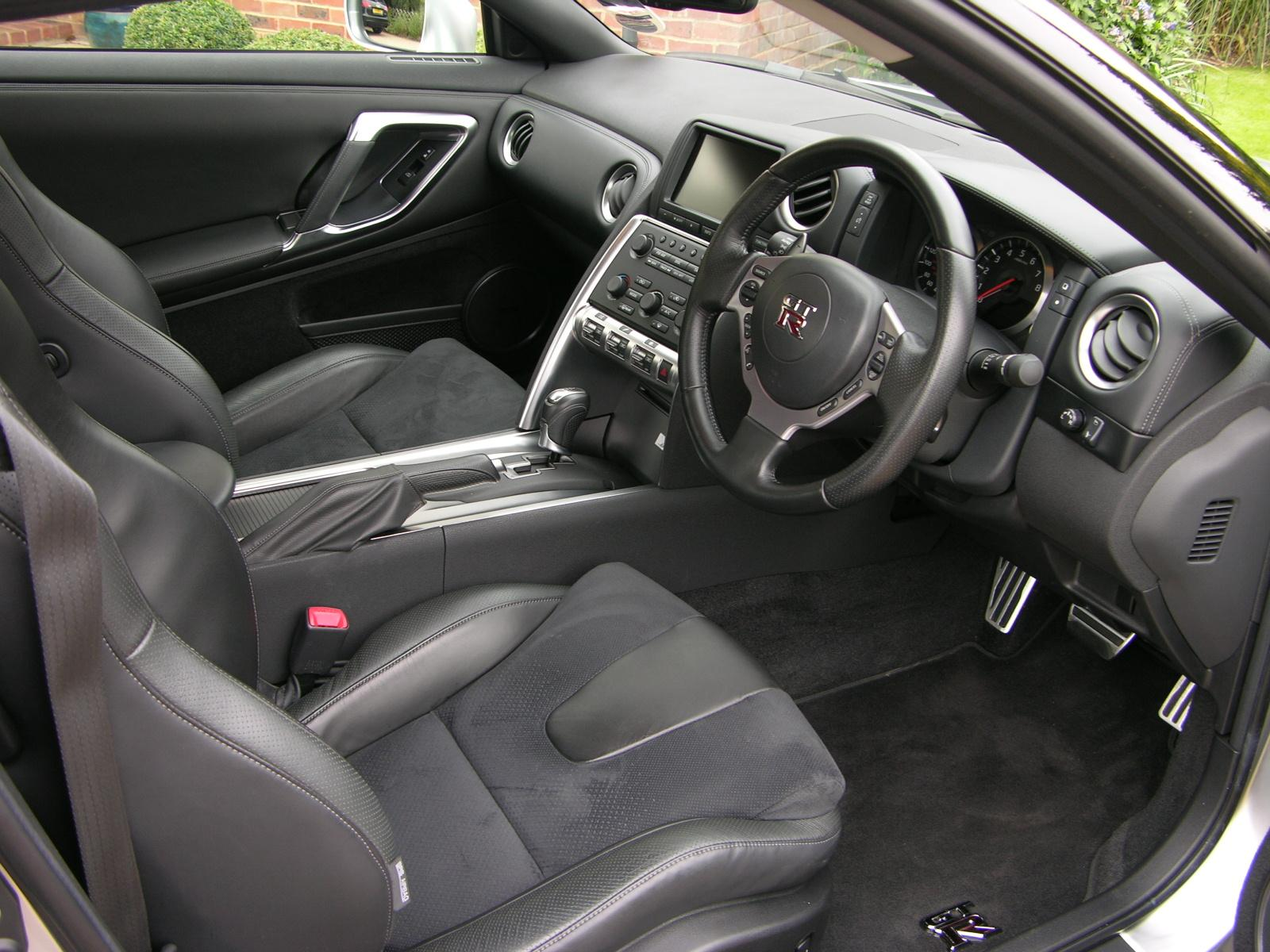

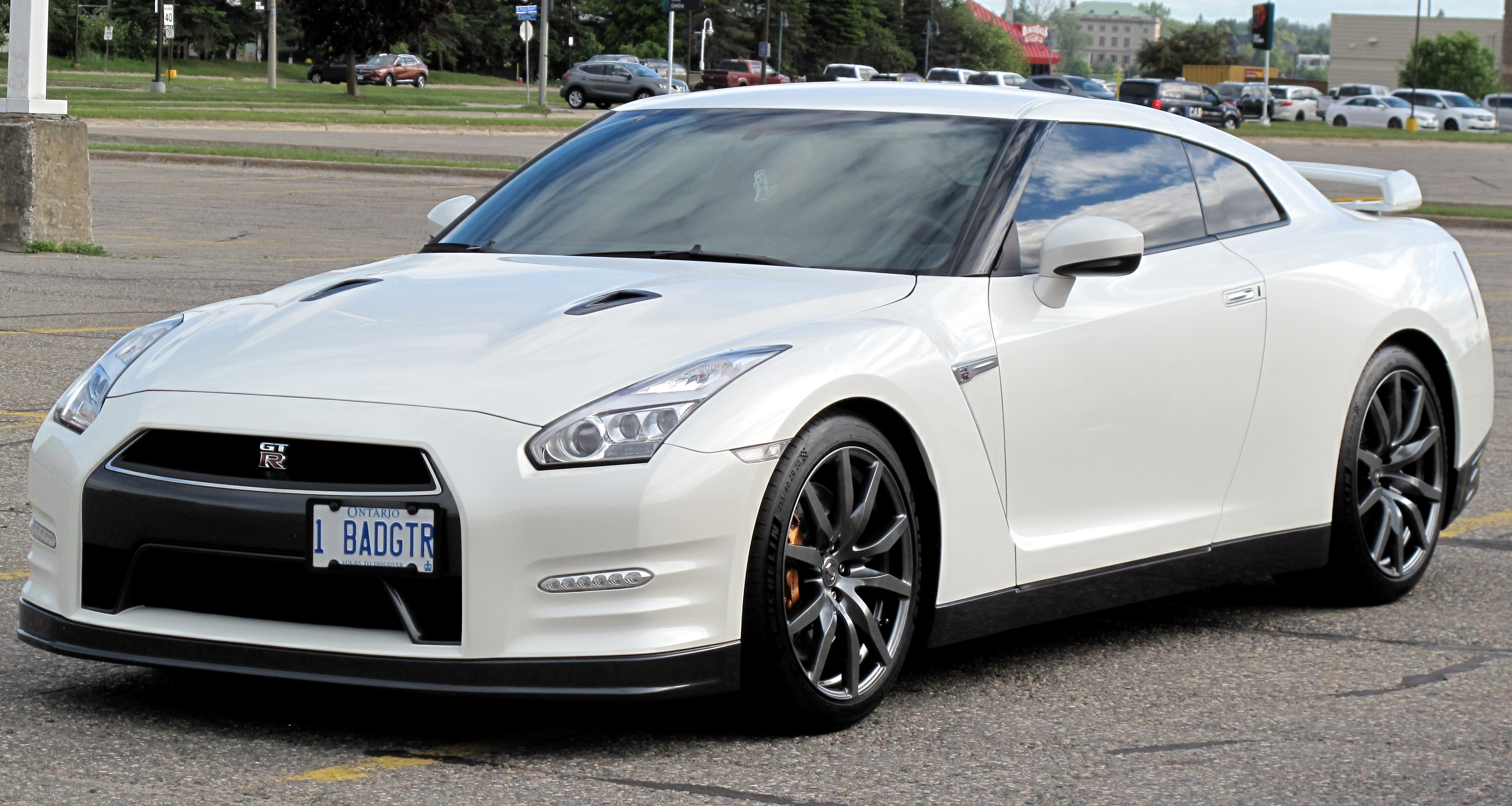
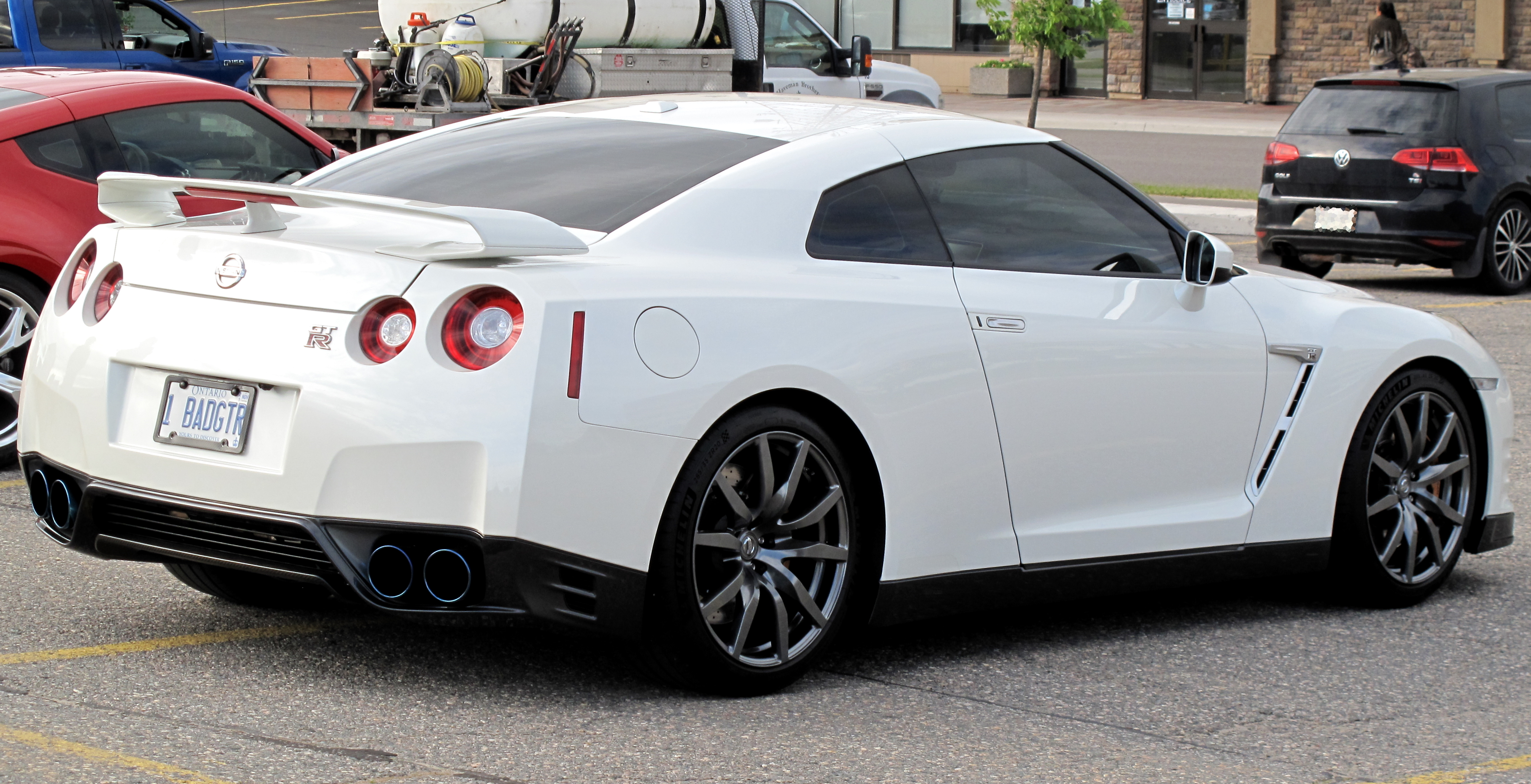
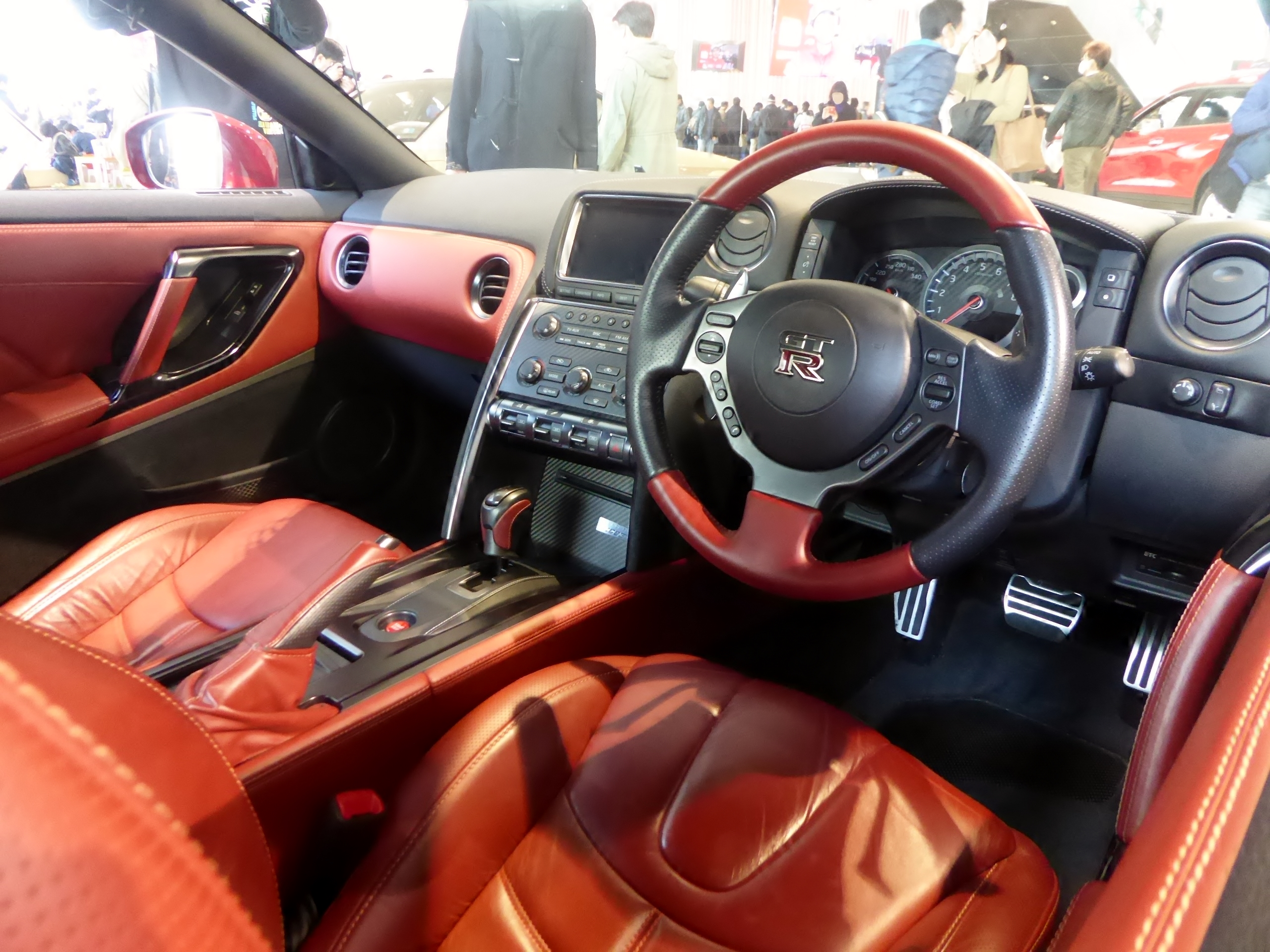

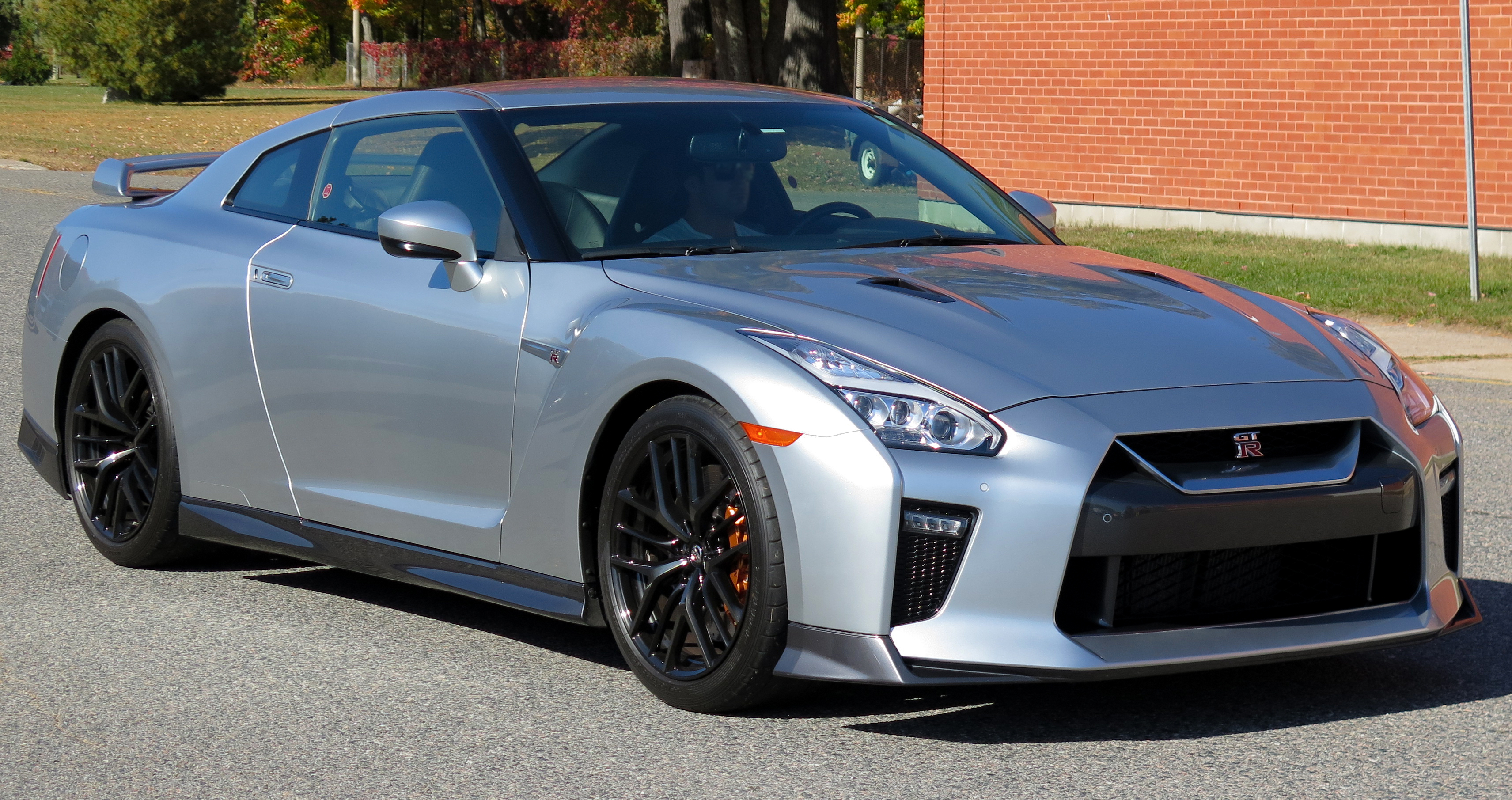
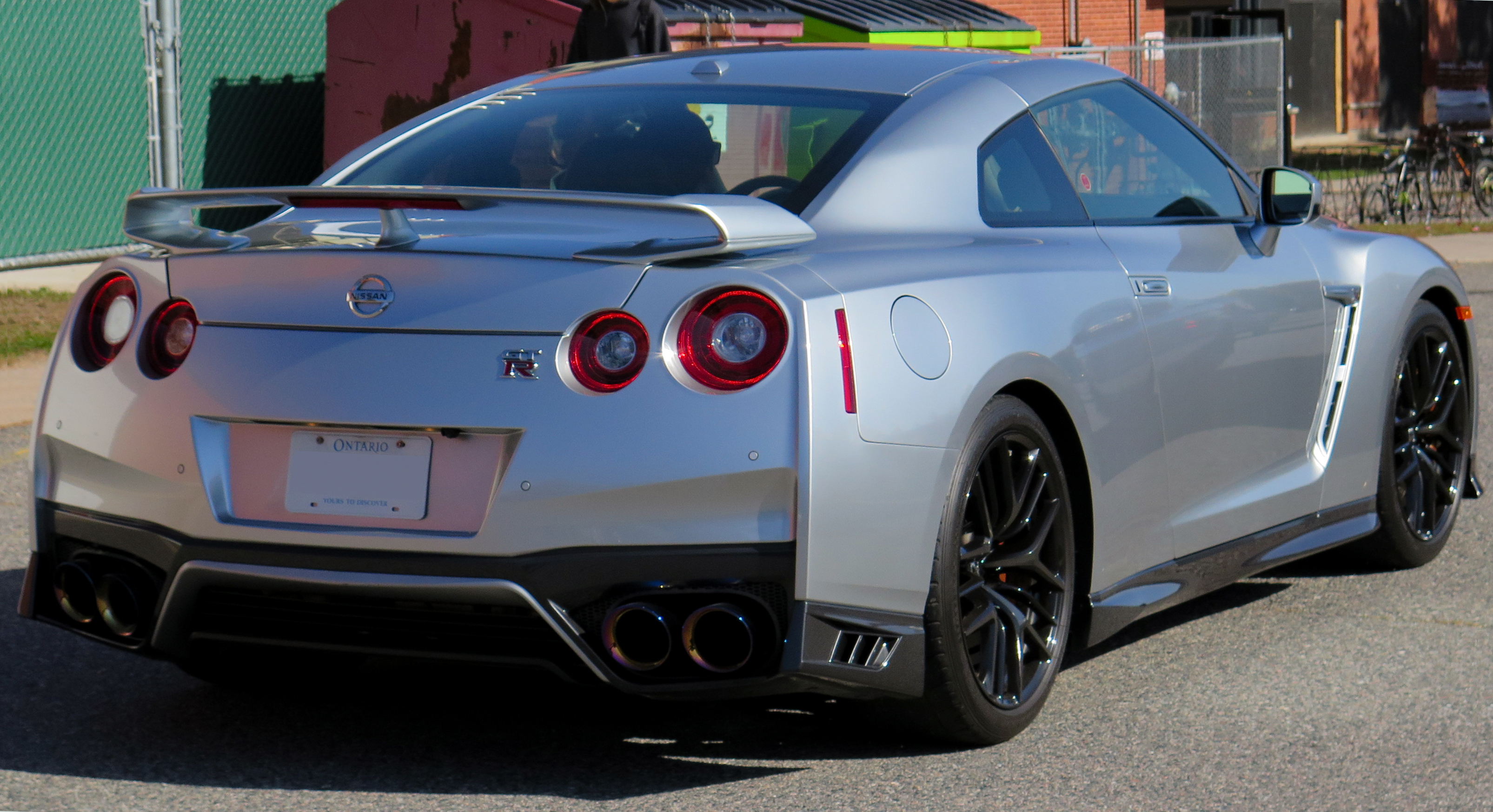
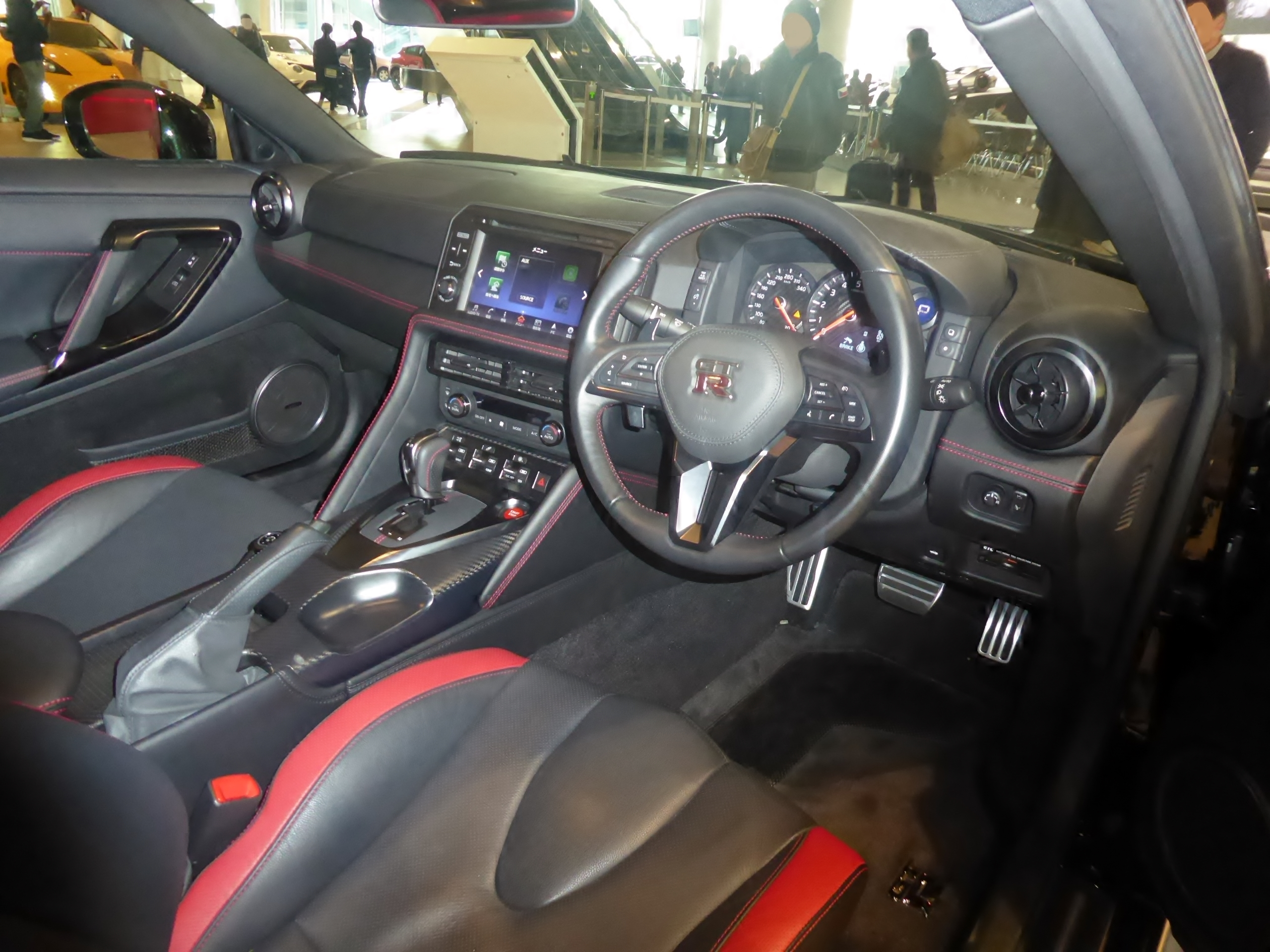

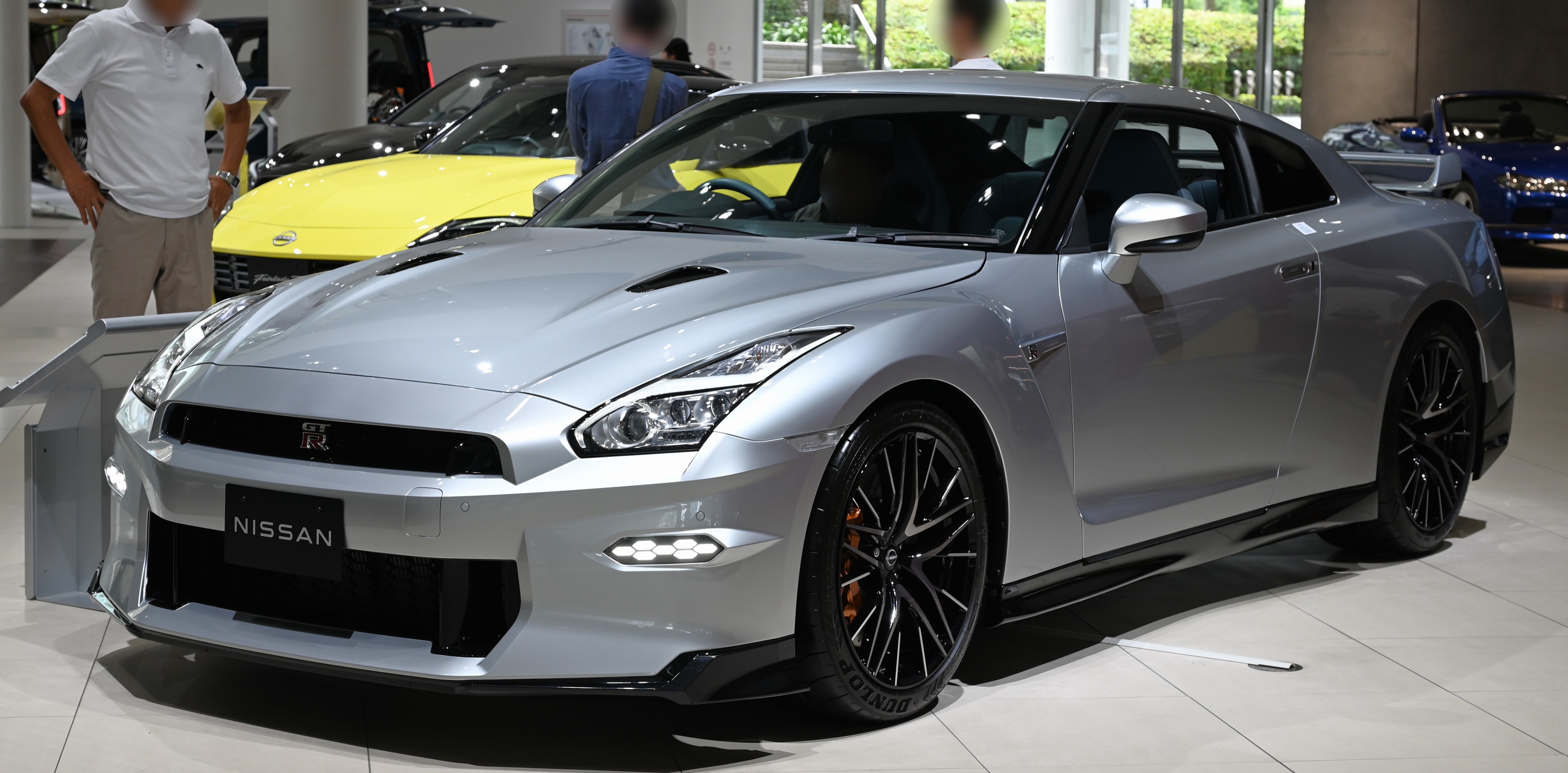
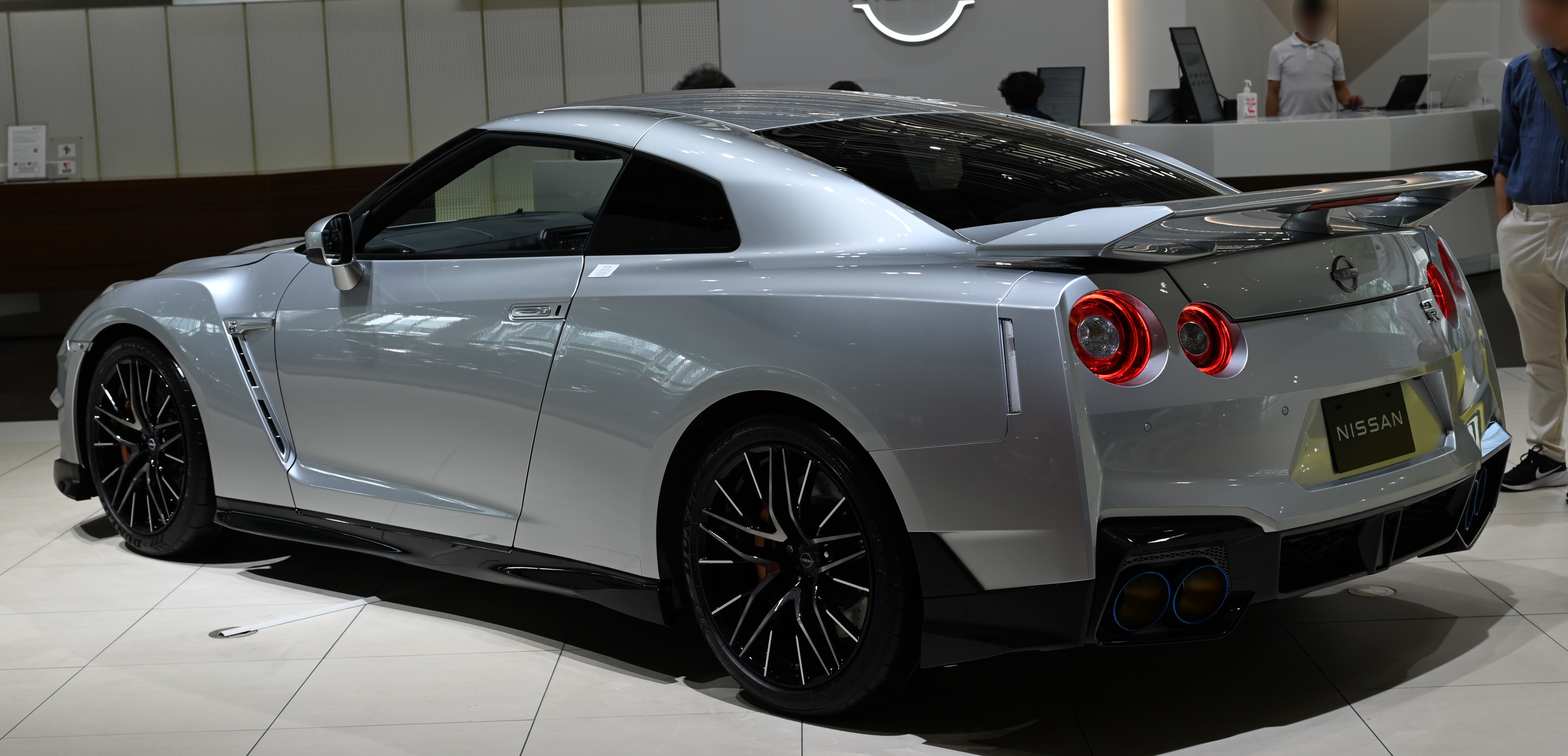
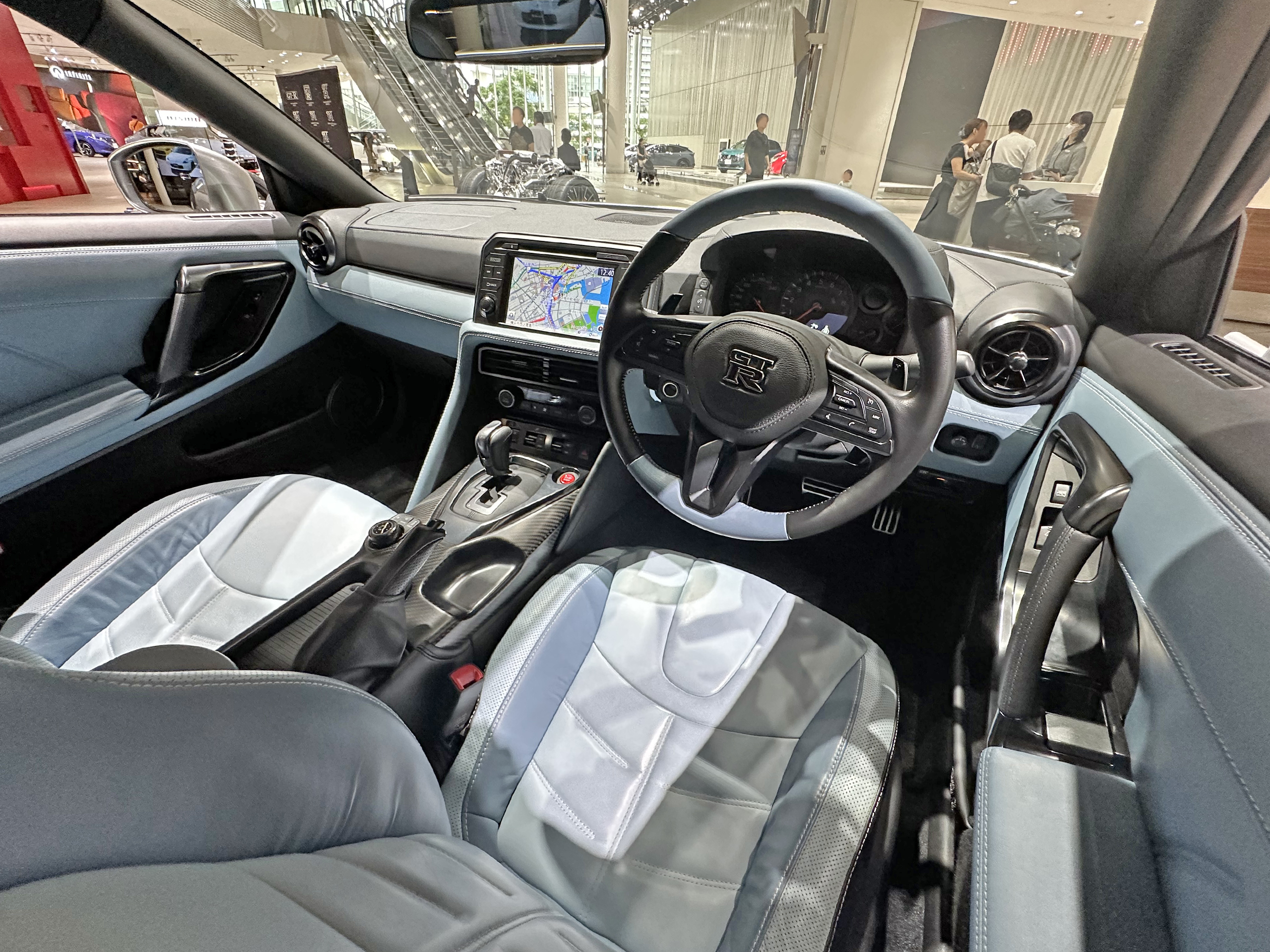

2008-2010年モデル（2007年12月-2010年11月）
2011-2016年モデル（2010年11月-2016年7月）
2017-2023年モデル（2016年7月-2022年12月）
2024年モデル以降（2023年3月-）

## グレード
- Pure edition
- Black edition
- Premium edition
- Premium edition T-spec
- Track edition engineered by nismo
- Track edition engineered by nismo T-spec
- NISMO
- NISMO Special edition

### 標準車

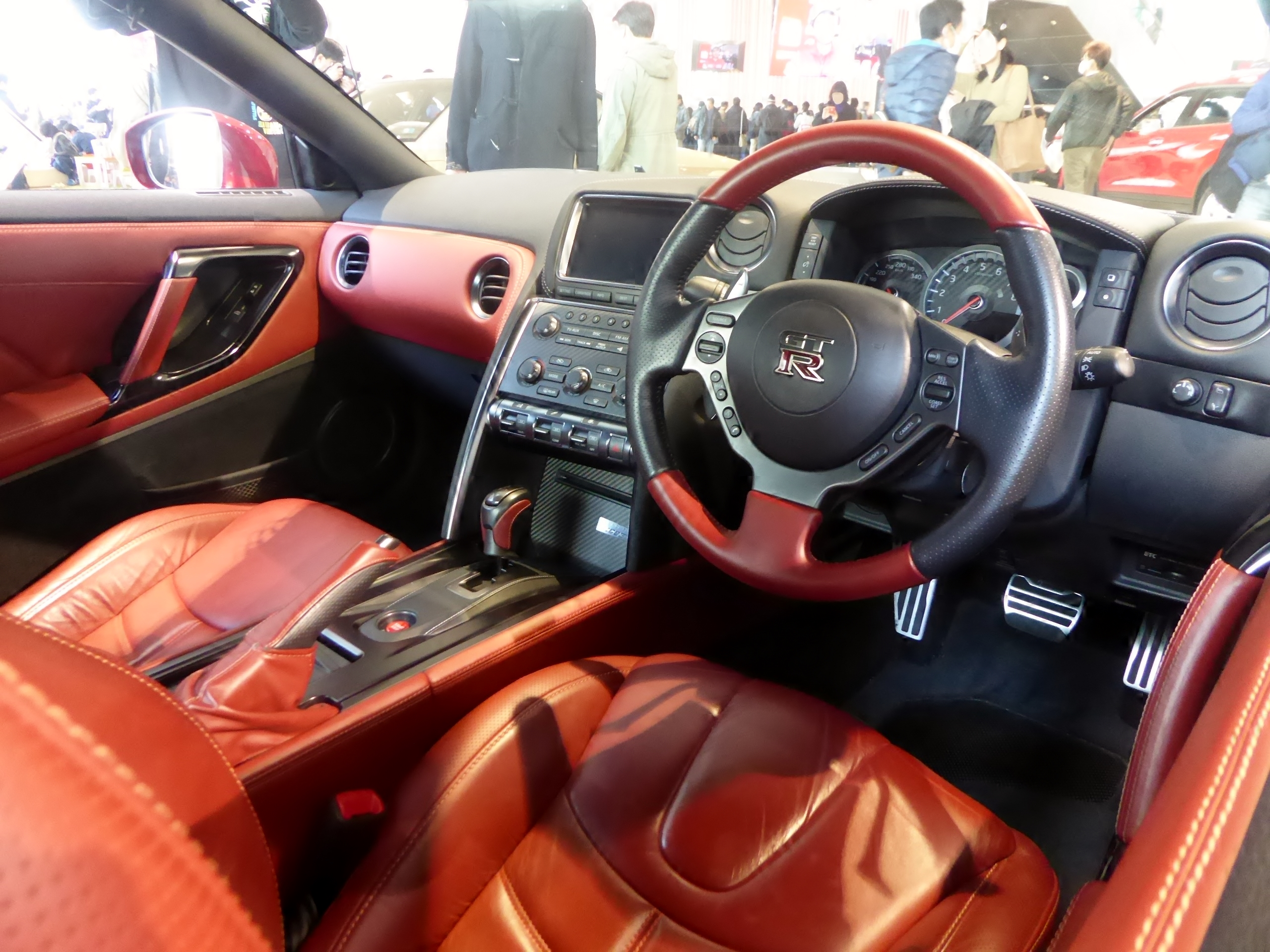
プレミアムエディションにおけるファッショナブルインテリア装備の室内例

ベースグレードは「GT-R」（2017年モデルでは「Pure edition（ピュア・エディション）」に変更）となり、日本仕様では加えて、専用の内装色とレザーシートが選べる「Black edition（ブラック・エディション）」、BOSEプレミアムサウンドシステムや盗難防止装置を標準装備する「Premium edition（プレミアム・エディション）」が用意される。日本での車両本体価格は発売当時777万円からとなったが、2009年モデルでベースグレードが861万円に大幅値上げされ、2011年モデルでは869万円に値上げされた。マイナーチェンジ後のモデルはベースグレードの「Pure Edition」のみ10kg軽量化がなされ、1,730kgとなる。2013年モデルではベースグレードが876万円となった。
2011年11月発売の2012年モデルからは、SpecVの廃止に伴い、「Pure edition」にカスタマイズオプションの「For TRACK PACK（トラック・パック）」が追加された。ノルドリンクと共同開発されたスポーツサスペンションのほか、レイズ製アルミ鍛造ホイールや専用シート（ハイグリップタイプ本革・ファブリックコンビシート）を装備し、リアシートレス化がなされ、旧来SpecVに使用されていた内装となる。オプション価格は専用サスペンション付きが147万円、無しが60万9,000円となり、車両重量は1,720kgとなる。
2012年11月発売の2013年モデルでは、「Premium edition」に前席セミアニリン本革シートが装備され、ブラックとアンバーレッドの2トーンカラーのインテリア「ファッショナブルインテリア」が新たにオプション設定された。SpecVとエゴイストのみに存在するドライカーボンウィングも「For TRACK PACK」と「Black Edition」にのみメーカーオプション設定として用意された。
2014年11月発売の2015年モデルでは、「Premium edition」において、期間限定のディーラーオプション設定となっていたレイズ製ダブルスポークアルミ鍛造ホイール（ハイパーブルーブラッククロームカラーコート）をメーカーオプションに昇格して正式設定したほか、後述の「GT-R NISMO」の専用部品の一部を装備した新グレード「Track edition engineered by nismo」を追加した。
2016年7月発売の2017年モデルではパドルシフトがステアリングホイール固定タイプに変更された。外装色には、上塗りに4層塗装を施し、上側のベースを半透明タイプ、下側のベースをカラーアルミで蒸着した新色「アルティメイトシャイニーオレンジ」を追加。「Premium edition」専用設定のファッショナブルインテリアにはタンとアーバンブラックの2色を追加した。
2017年11月発売の2018年モデルは国土交通省認可 サッチャム欧州カテゴリーII準拠 車両防盗システムを「Pure edition」・「Black edition」・「Track edition engineered by nismo」にも拡大して標準設定されたほか、Apple CarPlayへの対応化が行われた。

### SpecV

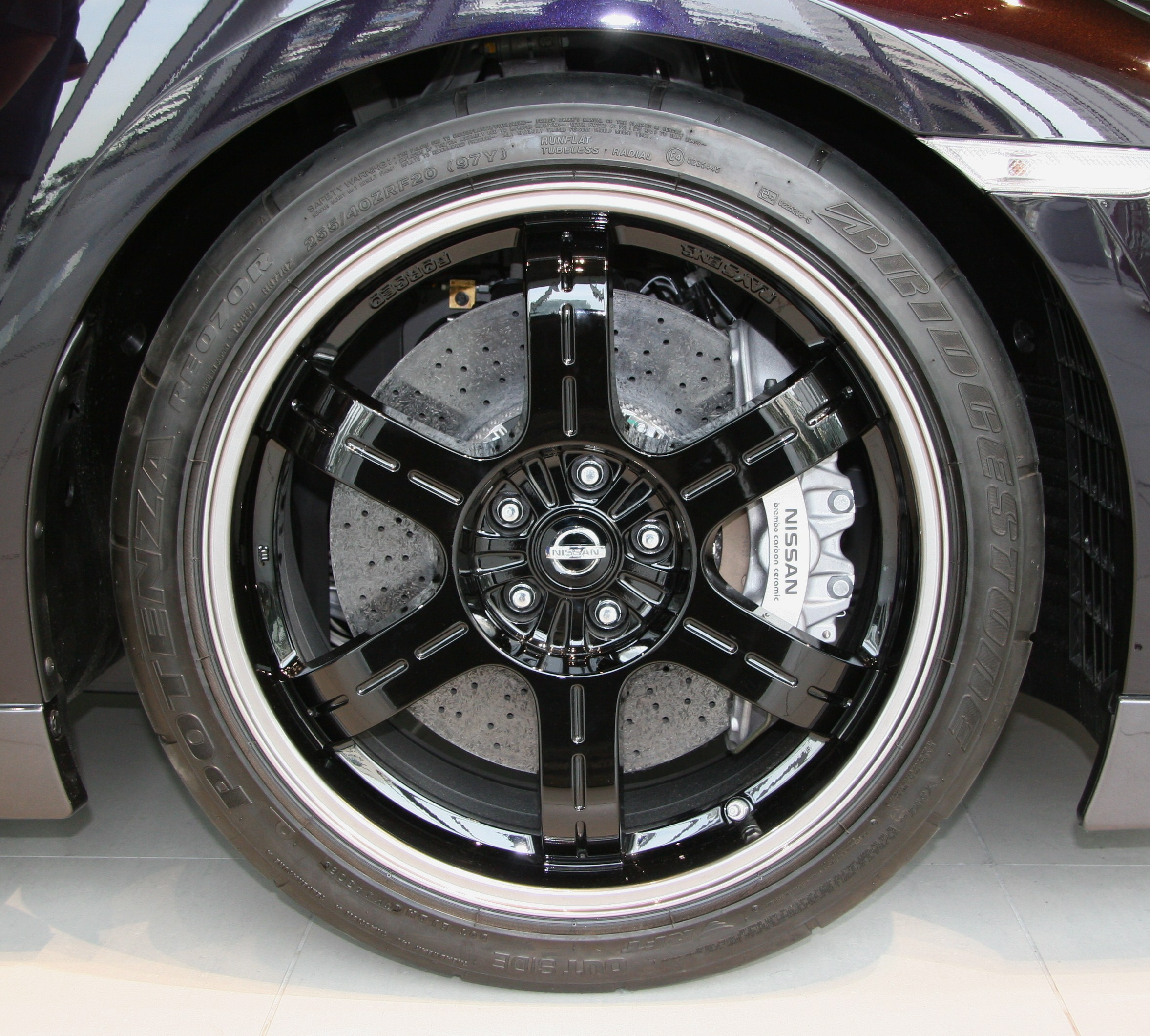
2010年モデルSpecV用フロントタイヤ・ホイール、ブレーキ

2009年2月の2010年モデルに発売、2011年11月発売の2012年モデルで廃止。エンジンはターボチャージャーが変更されるなど専用チューニングとなり、スイッチを押すことで最大トルクが一時的に上昇する「ハイギヤードブースト」を搭載し、専用のブレンボ製のカーボンセラミックブレーキ (NCCB: Nissan Carbon Ceramic Brake) を採用した。加えて後部座席を廃止して2シーターとし、バネ下の軽量化を行ったことにより、ベースグレードに比べ合計60kgの軽量化がされている。この軽量化により回頭性が上がりサーキット走行でのタイムアップが期待できるが、グリップ荷重が低下したため、0-100m加速やブレーキ制動距離ではノーマルより性能が低下している。新たにセッティングし直されたビルシュタイン製サスペンションなどと、目に見えない部分での入念なチューンナップが施されている。タイヤについては当初高剛性構造とパターンデザインが採用されるブリヂストン製の専用タイヤ「POTENZA RE070R RFT」が装着されたが、2009年12月の一部改良時にショックアブソーバーの特性が変更されたことに合わせ、タイヤもダンロップ製が標準装備となり、POTENZAはオプション設定となった。2010年11月のマイナーチェンジでのエンジン変更は標準車と同様であるが、ハイギヤードブースト使用時には最大トルクが64.5kgf·m (632N·m) /3,600-5,600rpmとなる。
2008年9月にニスモより発売された「NISMOクラブスポーツパッケージ」に採用される軽量レイズ製鍛造アルミホイール、レカロ製カーボンバケットシート、チタンエキゾーストシステムについては、SpecVのために開発されたものであり、それらも装着される。ホイールの色は2016年7月改良型ではメタリックブラックに変更されている。
エクステリアにおける違いは専用のアルミホイールのほか、リアには「GT-R」ロゴの下に「SpecV」エンブレムが装着される。
サーキット走行を熟知したメカニックと専用の設備が必要になるため、日本国内ではハイパフォーマンスセンターの中でも7店舗のみでの販売となる。車両本体価格は1575万円で、レクサス・LS600hLを抜いて量産仕様の日本車としての最高額を更新するも、のちにレクサス・LFAが3,750万円で最高額を更新した。日本国外では2010年4月には欧州で40台限定でデリバリーが開始され、中東においても発売が予定されている。

### Club Track edition

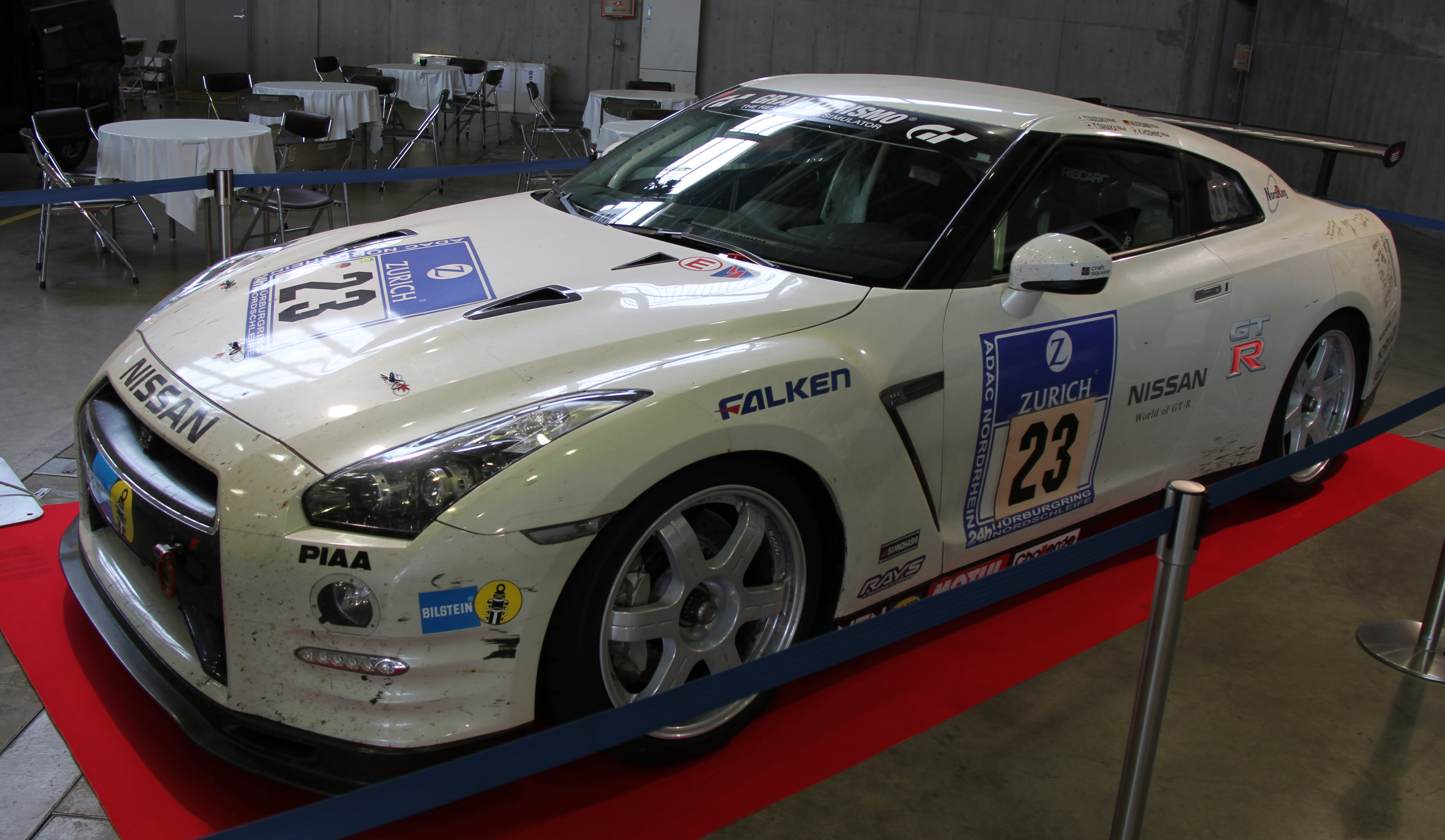
Club Track Edition

専用部品が装着されたサーキット走行専用モデルで、NISMO大森ファクトリー、ノバ・エンジニアリング、ノルドリンクの3社で構成される「GT-R特約サービス工場協会」 (Authorised Servicefactory Association: ASA) で販売が行われる。車両本体価格は1,048万円で、購入にはASAにより設立された入会金100万円、年会費200万円の「The Prestige Club of GT-R」への入会が必須条件となる。2010年7月30日から同年9月20日まで受注受付が行われ、同年11月末から翌2011年3月上旬頃に生産が、3月下旬に購入者への車両の引き渡しが予定されている。サーキット専用車両のため品質保証適用外であり、専用部品部位の復元をしない限りナンバー登録はできない。
ASAにより車高・減衰力調節式の専用ショックアブソーバーが採用された専用サスペンション、フロントリップスポイラー・アンダーカバー、跳ね上げ式ステアリングホイール、ダンロップ製20インチスリックタイヤ、ロールケージなどが装着され、電子制御系統も独自のものとなっている。
「The Prestige Club of GT-R」により購入者に対してプロドライバーによるレーシングスクールや専用のレースなどのプログラムも用意される。欧州での販売も予定されている。

### EGOIST（エゴイスト）

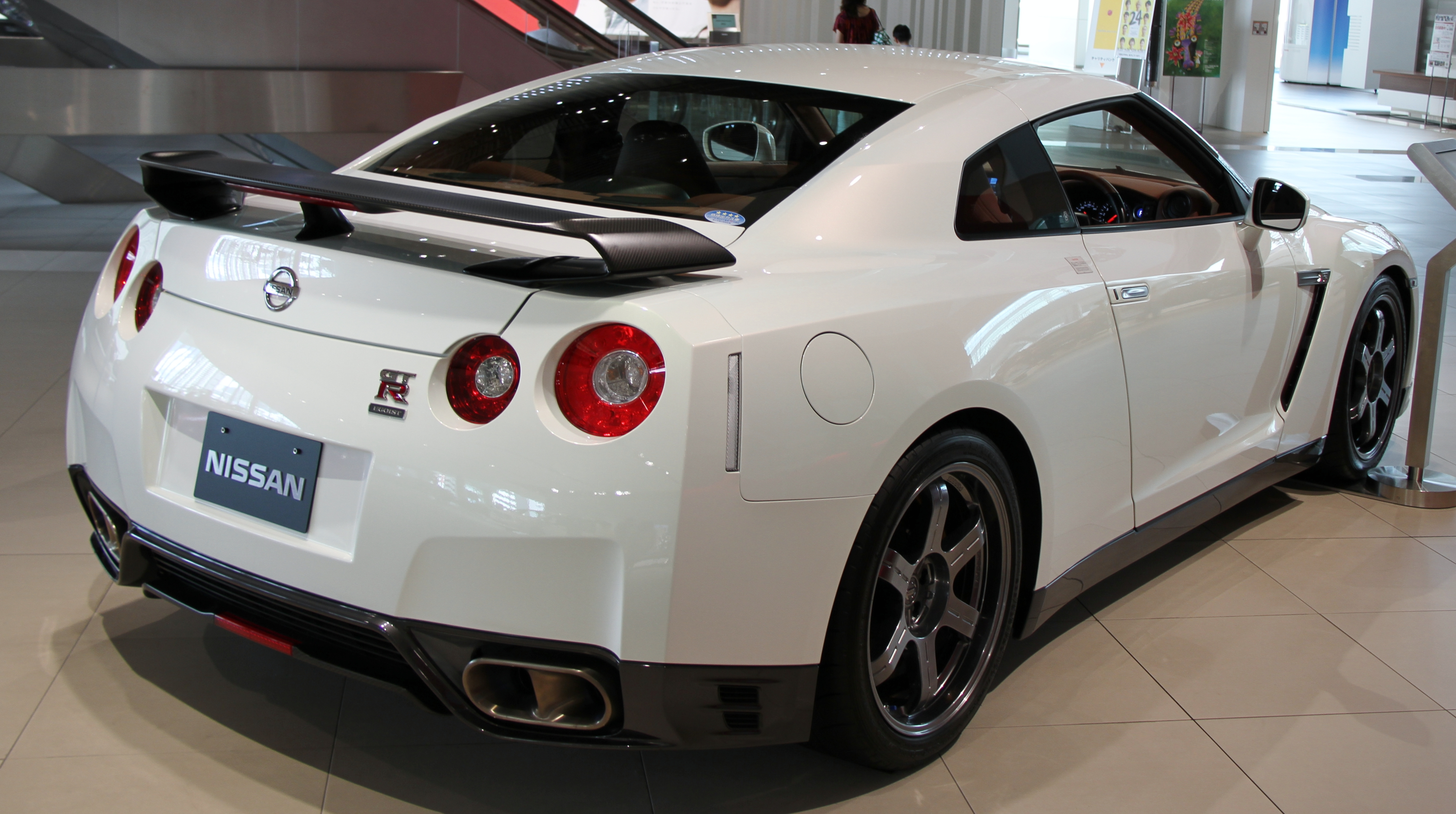
2011年モデル（2010年11月-）
EGOIST

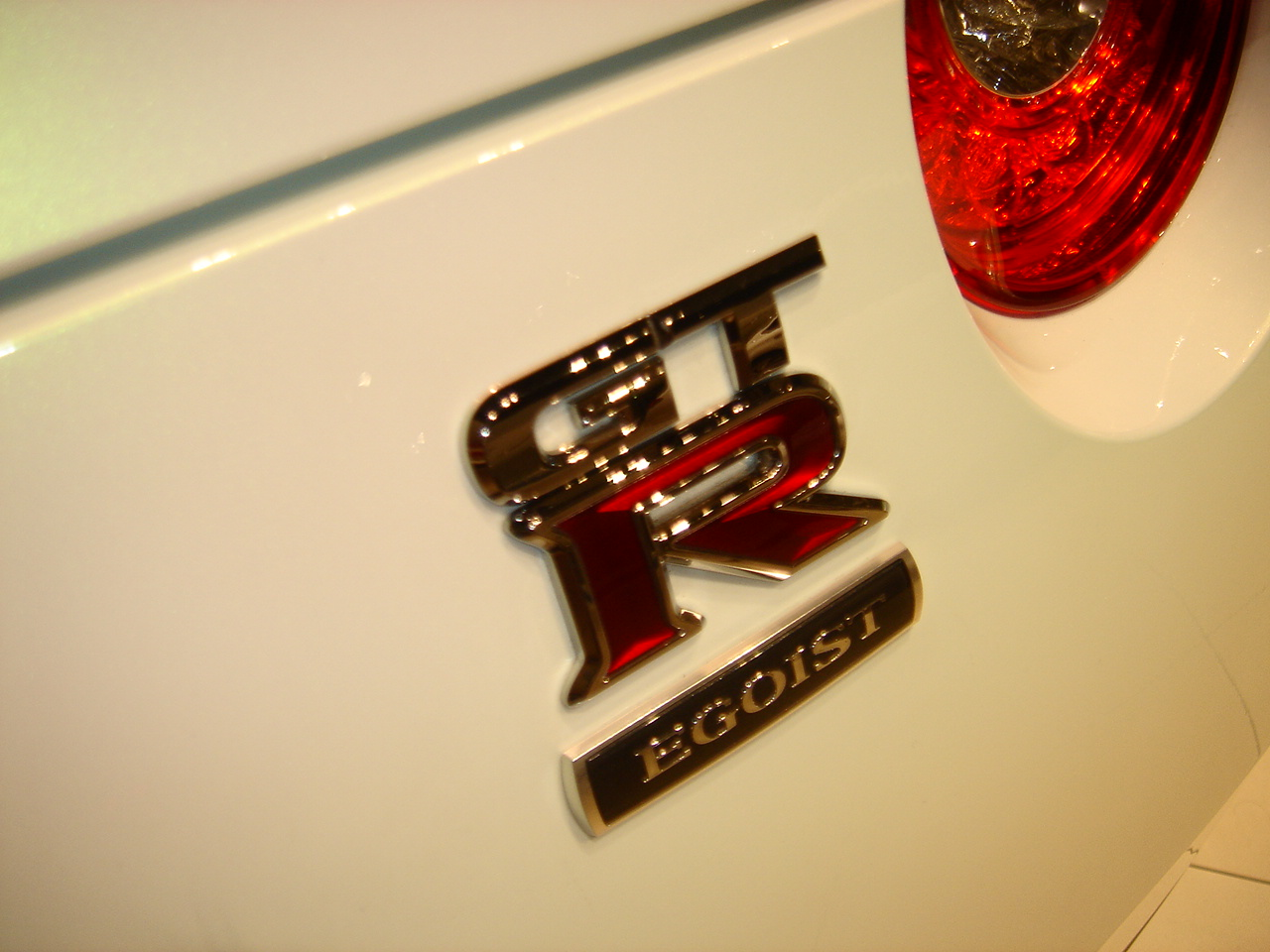
EGOIST リアエンブレム

2010年11月17日のマイナーチェンジ時の2011年モデルに発売された上級グレード。
インテリアに使用される色に20種類の組み合わせが用意され、ドイツのミュールハイム・アン・デア・ルールで内装に使用される本革の縫製、貼り込みが行われるほか、ステアリングのGT-Rエンブレムには輪島蒔絵が採用される。専用ウーファーが採用され、購入者に合わせたセッティングがなされるBOSEプレシジョン・サウンドシステムが装備されるほか、リアスポイラー、ホイール、チタンエキゾーストシステムにはSpecVと同一のものが採用される。ハイパフォーマンスセンターのうち16店舗で販売が行われ、車両本体価格は1,500万円であった。
日本国内のほか、欧州および中近東での販売も予定されており、中東においては2012年モデルにEGOISTをベースとした地域専用車、VVIP（Very Very Important Person）が追加される。VVIPの内装色には12色用意され、24金が使われたフロントグリルやサイドパネルなどが装備される。
日本国内仕様車としては2013年に廃止となっており、実質的後継として2014年モデルからPremium editionにメーカーオプションとして先述にある「ファッショナブルインテリア」（シートをセミアニリン本革シートとし、シート及びドア内貼りなどの色を「アンバーレッド」と「アイボリー」の2色から選択する）が装備される。

### NISMO（ニスモ）
| 2014年モデル（ダークマットグレー） |  | 2014年モデル（ダークマットグレー） |
| 2014年モデル（ダークマットグレー） |  |                                    |

日産が「日産とニスモが生み出すパフォーマンスモデルの頂点」に位置づける、レース活動での知見を生かしたモデルで、2013年11月19日に2014年モデルと同時に発表され、2014年2月末から販売が開始された。発表時点で世界の「量産市販車」のうち、ニュルブルクリンク北コースの最速ラップタイムを記録している（後述）。
VR38DETTエンジンに、レース専用車両「GT-R NISMO GT3」に搭載されているSpecV用タービンをベースにした「GT3タービン」を搭載することで、最高出力を600ps、最大トルクを66.5kgmに向上させている。NISMOモデル専用となる、気筒ごとに最適な点火時期をコントロールする制御と、最適な燃料噴射量を調整するインジェクターと、冷却性能を高めるための加圧式リザーバータンクを新たに装備する。足回りは、NISMOモデル専用の、2014年モデルより0.5インチワイドとなったレイズ製アルミ鍛造ホイールとダンロップ SP SPORT MAXX GT 600 DSST CTTタイヤ、特注のビルシュタイン製電子制御ダンパー「ダンプトロニック」とスプリングを装備する。乗り心地はGT-R中でも一番硬く、滑らかに舗装されたサーキットでその力を最大限に発揮する一方、街乗りや高速自動車道のつなぎ目などは苦手である。空力装置は、SUPER GTでの知見を生かしたNISMOモデル専用のカーボン製のフロントとリアバンパー、スポイラーなどを搭載することで、300km/h走行時に2014年モデルから100kg増しのダウンフォースを得ている。ボディ接合部は、構造用接着剤で補強される。実際にニュルブルクリンクで7分8秒679を記録した擬装仕様と同様のパーツが施された仕様が「N Attack Package」として正式に発表され、2014年夏に発売された。
| 2017年モデル（ブリリアントホワイトパール） |  | 2017年モデル（ブリリアントホワイトパール） |
| 2017年モデル（ブリリアントホワイトパール） |  |                                            |

2016年8月発売の2017年モデルでは「ダンプトロニック」を改良し、NISMO専用の特別チューニングを施した。
2019年4月に発表された2020年モデルには、カーボンルーフ、NACAダクト付のNISMO専用カーボンフード、エアアウトレット付のNISMO専用カーボンフロントフェンダー、IHI製の高効率・大容量なNISMO専用GT3タービン、カーボンセラミックブレーキ（NCCB：Nissan Carbon Ceramic Brake）を新たに搭載。ローター径は市販車最大級のフロント410mm／リヤ390mmを採用する。ブレーキキャリパーは1000℃を超えても変色しない黄色を採用。また、専用設計のレイズ製20インチアルミ鍛造ホイールとレカロ製カーボンバックバケットシートと、新開発のサスペンション・ハイグリップタイヤが新規装備となった。
| 2024年モデル（NISMOステルスグレー） |  | 2024年モデル（NISMOステルスグレー） |
| 2024年モデル（NISMOステルスグレー） |  |                                     |

2021年4月に先行公開された2022年モデルでは、ボディカラーに専用新色として、サーキット路面色のグレーより青く、青空よりグレーというソリッドカラーである「NISMOステルスグレー」が設定された。さらに、標準モデルに加えて、特別仕様車「NISMO Special edition」を設定。クリアー塗装が施されたNISMO専用カーボン製エンジンフード（NACAダクト付）やレッドリム加飾を施した専用レイズ製アルミ鍛造ホイールを装備。併せて、ピストンリング、コンロッド、クランクシャフトなどには高精度・高重量バランスの部品が採用され、標準エンジンに比べよりスムーズかつ高い静粛性を実現している。また、手組みの証として完成されたエンジンに装着される「匠」のネームプレートも赤文字の専用カラーとなっている。なお、先行公開から2か月で2020年度の1年間（2020年4月～2021年3月）におけるGT-R全体の販売台数を上回る予約注文が入り、それから1か月後には予定していた販売数を超える事態となったことから、同年8月の価格発表の段階でオーダー受付が終了となった。
2024年モデルでは、ベースグレード同様に新デザインとなったリアウイングが高い位置にセットされ、フロントメカニカルLSDの追加装備に合わせて4WD制御が最適化され、コーナリング性能が向上されたため、専用RECARO製カーボンバックバケットシートもシート剛性とホールド性を大幅に高める仕様へと刷新された。「NISMO Special Edition」はピストンリング、コンロッド、クランクシャフトなどに高精度重量バランスエンジン部品が採用されるとともに、クリアー塗装が施されたNISMO専用カーボン製エンジンフード（NACAダクト付）やレッドリム加飾を施した専用レイズ製アルミ鍛造ホイールを引き続き標準装備している。

### GT-R50 by Italdesign
2019年のGT-R生誕50周年を記念し、2018年に創業50周年を迎えたイタリアのカロッツェリア、イタルデザイン社との協業で発表された特別仕様車。GT-R NISMOの2017年モデルから2022年モデルをベースにボディデザインを大幅に変更し、ボディサイズは全長で94mm、全幅で97mm拡大され、全高は54mm低くされた（ホイールベースは変更なし）。
エンジンは、グループGT3仕様車で使用されているSpecV用タービンをベースとした大口径ターボチャージャーやインタークーラーを採用するとともに、冷却機構の改善、燃料噴射、点火系、吸排気系等にも手を加えることで、スペックは720ps/780N・mに向上した。
ボディーカラーは購入者の好みによって変えることができる。ただし色の種類によって値段も異なり、車体ベースカラーとアクセントとなる２色のペイントカラーを選べるスペシャルカラーパック、カーボン製パーツの原色を一部見せるビジブルカーボンパック、殆どの色に変えることのできるリヴリィーパックがある。
車両価格は消費税込で1億4530万5600円。50台のみの限定生産で、市販モデルは2021年8月以降に生産が開始され、日本国内へのデリバリーは同年末以降を予定。なお、生産をイタルデザイン社が受け持つ関係で、日本国内では輸入車（イタリア車）の扱いとなる。また輸入はケータハムを取り扱っているSCIが行う。
2022年6月30日をもって受注を終了した。

### T-spec

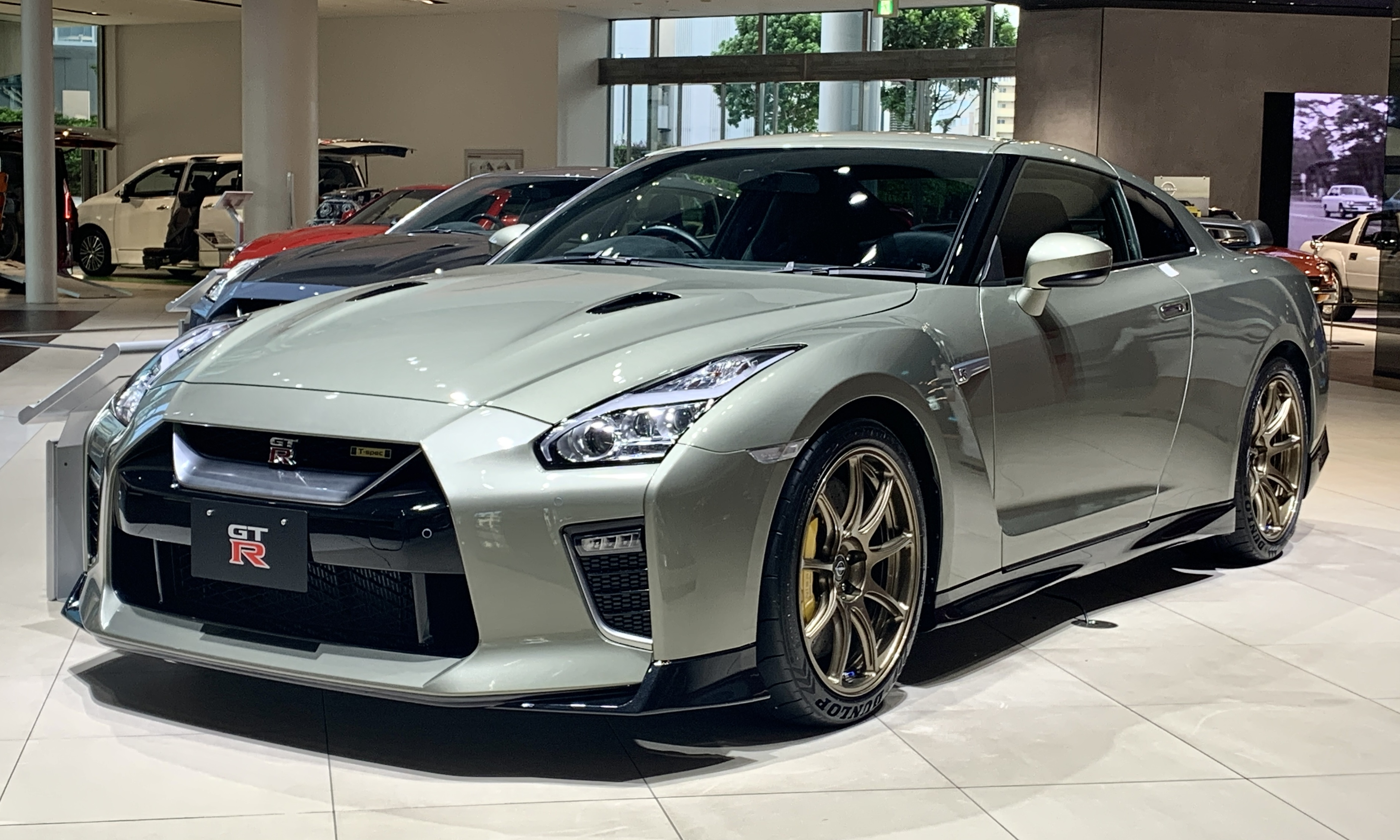
GT-R T-Spec (2022年モデル)

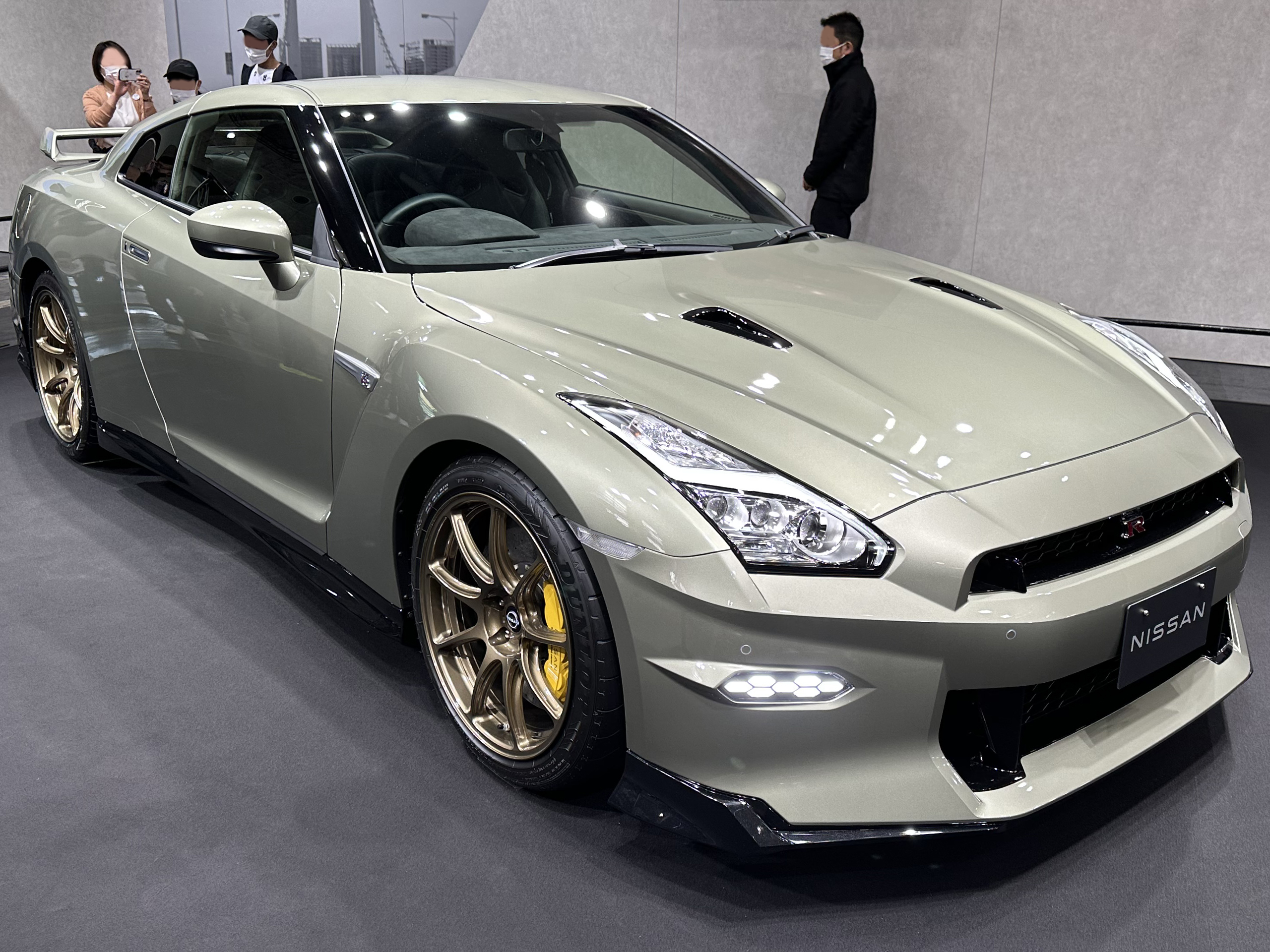
GT-R T-Spec (2024-2025年モデル)

2022年モデルに「Premium edition T-spec」および「Track edition engineered by NISMO T-spec」を設定。両モデル共通で専用カーボンセラミックブレーキ、カーボン製リアスポイラー、専用エンジンカバー、専用バッジ（フロント・リア）が特別装備される。ボディカラーは「Premium edition」に設定されているワンガンブルーとバイブラントレッドが設定されない代わりに、専用色として、歴代のGT-Rで採用されたカラーの進化版となるミッドナイトパープルと、グリーンの色調をベースにグレイッシュメタリックに仕上げたミレニアムジェイドの2色が追加設定される。
「Premium edition T-spec」は専用の内装コーディネーションが施され、専用レイズ製アルミ鍛造ホイール（ブロンズ）を装備。これにより、ばね下質量が軽量化されるため、サスペンションを専用セッティングに変更された。「Track edition engineered by NISMO T-spec」はルーフやトランクリッド（トリムレス、本革プルストラップレス仕様）にカーボンを採用し、ボディが軽量化された。
2モデル合計で100台の限定販売（その後20台の追加され最終的には120台)となる為、2021年9月29日までの事前申込制の抽選販売の形式が採られた。
なお、これらのモデルは2024年モデルでもベースグレードに準じた改良を実施の上で継続発売される。
2025年モデルでは「NISMO Special Edition」と同様にピストンリング、コンロッド、クランクシャフトなどに高精度重量バランスエンジン部品が採用され、エンジンルーム内には赤文字で匠の名が刻まれたネームプレートとゴールドのモデルナンバープレートが装着された。

### 特別仕様車
スペシャルエディション
「Premium Edition」をベースに、ドライカーボン製リアスポイラーやハイパーチタンカラーコートを施したレイズ製アルミ軽量鍛造アルミホイールを装備したモデル。エンジンルームにはゴールドのアルミ製型式プレートが装着される。ボディカラーは特別塗装色の「ミッドナイト・オパール」となる。全世界で100台の限定販売となる。そのほか、運転席・助手席サイドエアバッグとカーテンエアバッグが追加され、不凍液の濃度が上げられている。
45th Anniversary
「Premium Edition」をベースに、ボディカラーに2001年モデルのスカイラインGT-R「M-Spec」に採用されていた特別塗装色「シリカブレス」をヘリテージカラーとして採用し、センタークラスター下部に専用エンブレム、エンジンルーム内に専用モデルナンバープレートをそれぞれ施している。45台限定販売である。

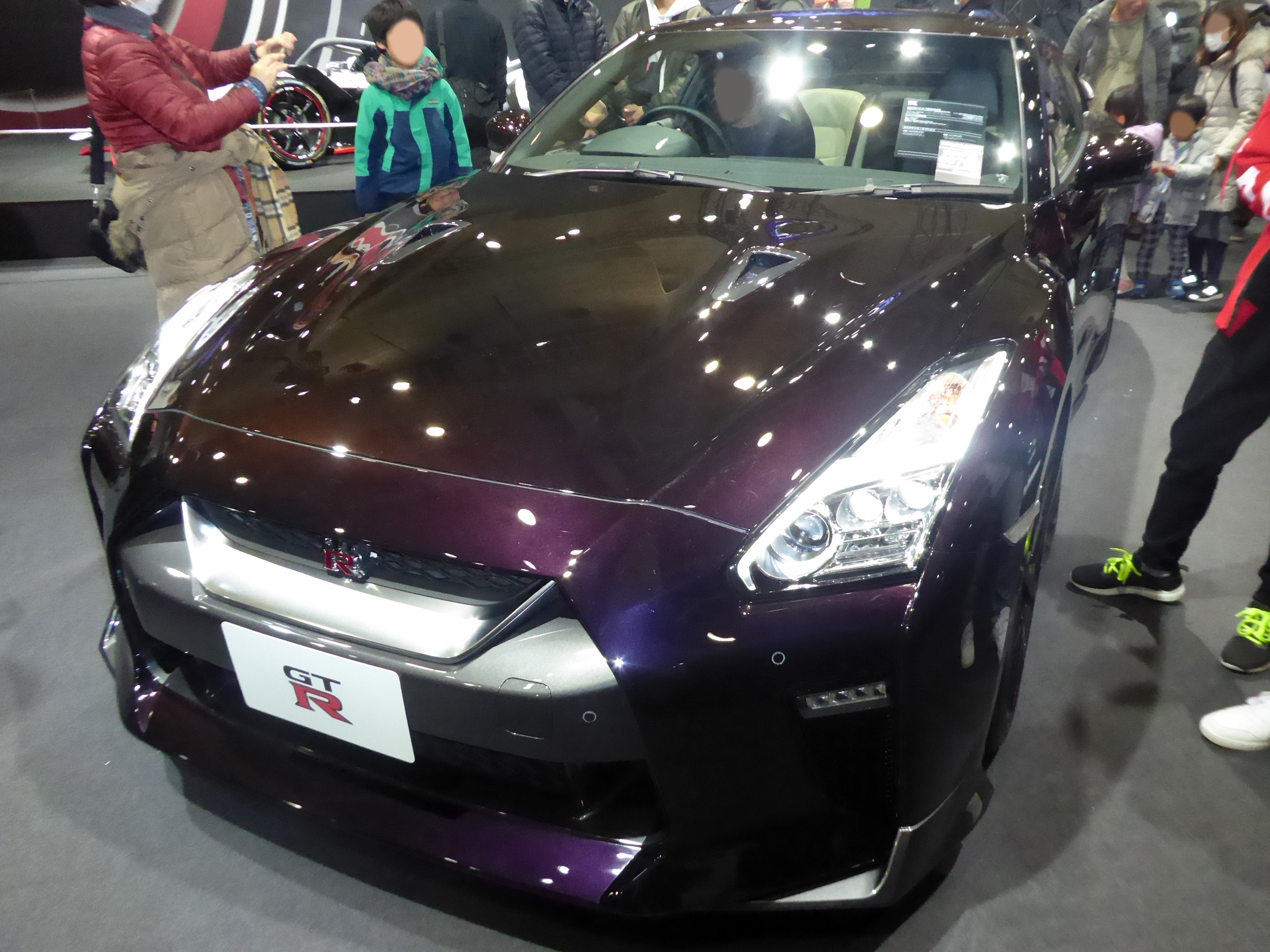
大坂なおみ選手 日産ブランドアンバサダー就任記念モデル
「Premium Edition」をベースに、ボディカラーは特別塗装色の「ミッドナイトオパール」を含む3色を設定。内装は「ファッショナブルインテリア」をベースに、フロントシートのみをアーバンブラックとし、アイボリー・アーバンレッド・タンのいずれかと組み合わせた3種類の特別色を設定。また、エンジンルーム内のモデルナンバープレートにゴールドを採用し、ドライカーボン製リアスポイラー（LEDハイマウントストップランプ付）が特別装備されたほか、リアとリアクォーターガラスがプライバシーガラスとなり、SRSサイドエアバッグ（運転席・助手席）&SRSカーテンエアバッグを追加、不凍液が濃度アップされる。50台の限定販売である。

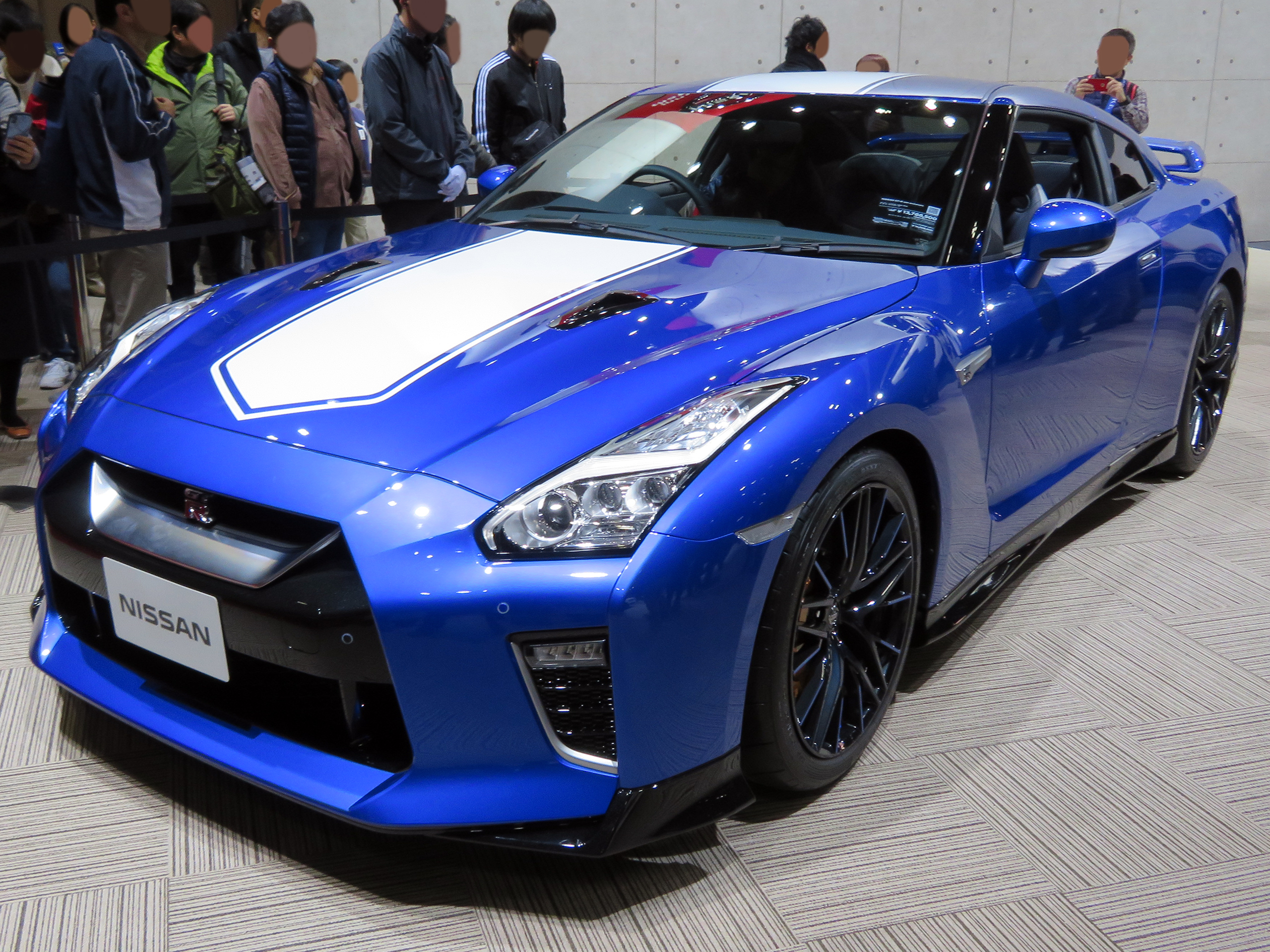
GT-R 50th Anniversary
「Premium Edition」をベースに、エクステリアとインテリアの随所に専用アイテムを装備し、ハコスカGT-Rレーシングをオマージュした50周年記念車。ボディカラーは、ワンガンブルー、ブリリアントホワイトパール、アルティメットメタルシルバーの3色が設定される。専用装備は、専用ステッカー、50th記念ロゴ入りメーター、50th記念ロゴ入りキッキングプレート、センターコンソールに50th記念バッジ、専用ステッチ付アルカンターラルーフトリム、専用ホイールカラー（ワンガンブルー、アルティメイトメタルシルバー）、50th記念ステッカーとなる。2020年3月末までの期間限定となる。

## 年表

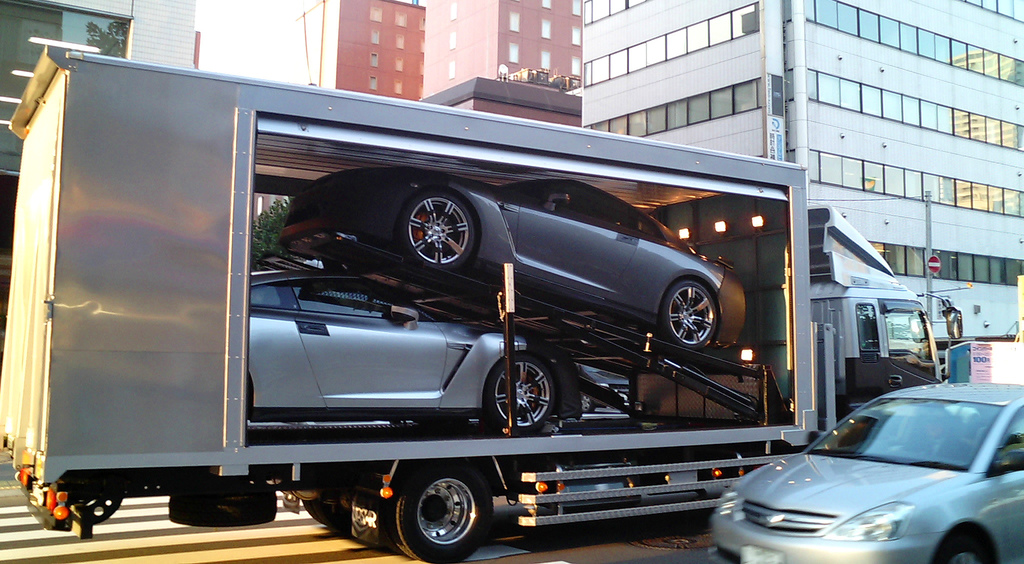
発表前に輸送中のGT-R。覆面が施されている。

- 2001年（平成13年）10月 - 第35回東京モーターショーに「GT-Rコンセプト」を出品。
- 2002年（平成14年）8月 - R34型スカイラインGT-Rが生産終了。
- 2003年（平成15年）10月 - 第37回東京モーターショーのプレス向け会見で、GT-Rの2007年（平成19年）秋の発表・発売が発表。
- 2005年（平成17年）10月 - 第39回東京モーターショーに「GT-R PROTO」を出品[13]。
- 2007年（平成19年）
  - 9月26日 - 車名を「日産・GT-R」とすることが正式発表され、先行予約注文が開始[40]。
  - 10月21日 - フジテレビ「新報道プレミアA」でGT-Rを初公開。この時点ではまだバンパーに覆面が施されていた。
  - 10月24日 - 第40回東京モーターショーで正式発表[41]。同時に世界初の試みとしてPlayStation Networkを介してGT5 Prologue体験版でもリアルタイムにアンヴェイルされた[42]。
  - 12月6日 - 日本国内で販売開始[41]。
- 2008年（平成20年）
  - 7月7日 - 2009年モデルとして米国での販売を開始。
  - 9月1日 - ニスモから「NISMOクラブスポーツパッケージ」を発売。
  - 12月8日 - 一部改良（2009年モデル）[43]。
- 2009年（平成21年）
  - 2月2日 -「SpecV」を発売[44]。
  - 2月26日 - 認定中古車制度を開始[45]。
  - 5月14日 - オーナー向けロイヤリティプランを開始[46]。
  - 12月7日 - 一部仕様変更（2010年モデル）[47]。
- 2010年（平成22年）
  - 4月6日 - 2010年度オーナーロイヤリティプランを発表[48]。交換部品価格の低減。
  - 10月 - モンディアル・ド・ロトモビルにマイナーチェンジモデル（2011年モデル）を出品。
  - 10月18日 - マイナーチェンジモデルを発表[49]。
  - 11月17日 - マイナーチェンジ（2011年モデル）[49]。最高出力が530馬力となる。LEDデイライト、リアフォグランプが装備される。テールランプとブレーキランプが4灯同時点灯となる。
- 2011年（平成23年）
  - 5月1日 - 2010年モデル以前のGT-Rユーザーを対象とした「2011年バージョンアップキット」を発売[50]。
  - 9月30日 - 2011年モデルのGT-Rユーザーを対象とした「2011年モデル用バージョンアップキット」を発売[51]。
  - 11月24日 - 2012年モデルを販売開始[52]。最高出力が550馬力となる。Pure editionにカスタマイズオプション「For TRACK PACK」を設定。
- 2012年（平成24年）11月19日 - 2013年モデルを販売開始[53]。車体剛性の向上、エンジンの部分改良などが行われた。ディーラーオプションとしてこれまでサーキット走行ユーザーから要望が多かったMOTUL製COMPETITION OIL（エンジンオイル）を追加した。エンジンにエンジン組み立て職人の氏名が入ったプレートが貼られるようになる。
- 2013年（平成25年）
  - 4月1日 -「2013年モデル用バージョンアップキット」を発売。2007年〜2010年モデルのGT-Rユーザーを対象にエンジン関連のパーツをキット化した「エンジン バージョンアップキット」と2012年モデル以前のGT-Rユーザーを対象にサスペンション関連のパーツをキット化した「サスペンション バージョンアップキット」の2種類が用意される[注 9][54]。
  - 7月16日 - 特別仕様車「スペシャルエディション」が発売[55]。
  - 11月19日 - マイナーチェンジを発表[56]。同日、GT-R NISMOを発表[57]。
  - 12月2日 - マイナーチェンジ。2014年モデルとなる[56]。
- 2014年（平成26年）11月25日 - 2015年モデルを販売開始[58]。
- 2015年（平成27年）2月3日 - 45台限定の特別仕様車「45th Anniversary」2015年2月3日に発売。価格は1078万7040円。
- 2016年（平成28年）
  - 3月23日 - 2017年モデルをニューヨーク国際オートショーで初公開[59]。
  - フロントマスクが大幅改良され日産の共通デザインであるVモーションが取り入れられた。シフトパドルがステアリング固定に変更され、パドルがステアリングと一緒に回るようになる[60]。
  - 4月1日 - 日産グローバル本社ギャラリーにて2017年モデルを先行披露[61]。
  - 7月27日 - 2度目のビッグマイナーチェンジ[62]。2017年モデルとなる。
  - 8月25日 - 「NISMO」をマイナーチェンジし、2017年モデルとなる[63]。併せて、同年7月11日に発表された「Track edition engineered by nismo」の販売も開始した。
- 2017年（平成29年）11月16日 - 2018年（平成30年）モデルが発表され、同日より販売が開始された[64]。

- 2018年（平成30年）

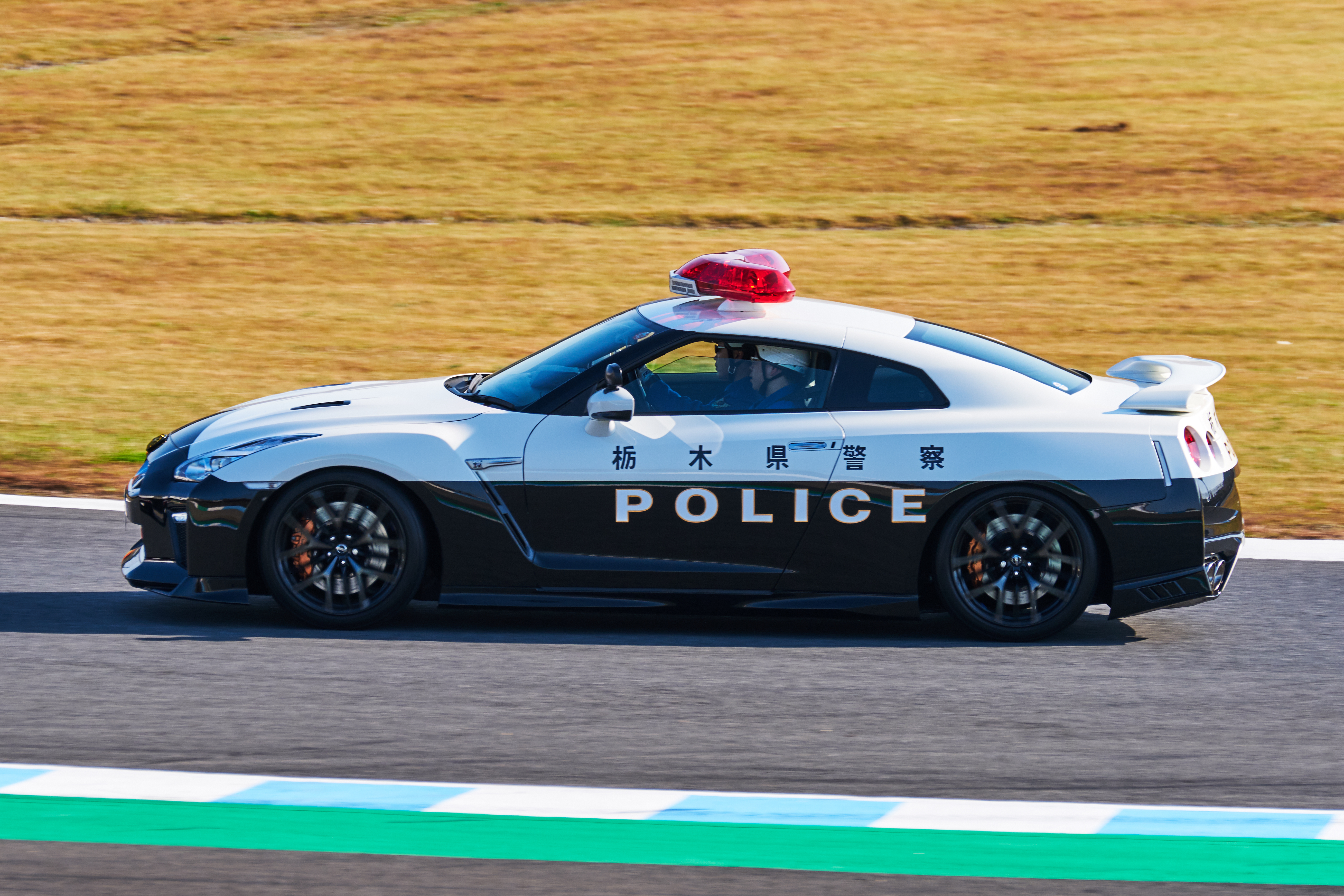
栃木県警高速パトカー仕様

  - 6月 - 県民からの寄付により栃木県警高速道路交通警察隊にGT-R 2018年モデルが警察車両として導入、6月15日に栃木県庁にて寄贈セレモニーでお披露目された[65]。
  - 6月29日 - NISMOをベースとしたプロトタイプ車「Nissan GT-R50 by Italdesign」が公開[66]。
  - 7月12日 -「グッドウッド・フェスティバル・オブ・スピード」（イングランド）にて、「Nissan GT-R50 by Italdesign」が正式発表された[67]。

ジョルジェット・ジウジアーロが創設したカロッツェリア「イタルデザイン」と日産の協業によって生まれた。後に50台限定で、販売価格は99万ユーロ（約1億2740万円）で市販され、納車は2019年から2020年にかけて行われると発表された[68]。
  - 12月19日 - 2019年1月発表予定の特別仕様車「大坂なおみ選手 日産ブランドアンバサダー就任記念モデル」を12月20日に予約受注を開始することが発表され、併せて仕様概要も公表された[69]。
- 2019年（平成31年/令和元年）
  - 1月11日 - 前述した「大坂なおみ選手 日産ブランドアンバサダー就任記念モデル」を発売。発売開始時点で販売計画の50台を上回る予約注文があったため、2月中旬までキャンセル待ちの予約受付が行われた[70]。
  - 4月17日 - 2020年モデル、「NISMO」2020年モデル、スカイライン2000GT-Rの生誕50周年を記念した期間限定モデル「50th Anniversary」が概要と共に発表された。2020年モデルと「50th Anniversary」は同年6月発売（「50th Anniversary」は2020年3月末までの期間限定販売）、「NISMO」2020年モデルは2020年5月中旬に先行予約受付が開始される予定である[71]。
  - 7月24日 - 「NISMO」2020年モデル、「GT-R Track edition engineered by NISMO」2020年モデルの価格が発表された[72]。
- 2021年（令和3年）
  - 4月14日 -「NISMO」2022年モデル、「NISMO Special Edition」2022年モデルを先行公開。なお、価格発表は同年8月、発売は同年10月をそれぞれ予定していることもアナウンスされた[73]。
  - 6月16日 -「NISMO」2022年モデルの予約注文数が171台となり、わずか2か月で2020年度（2020年4月～2021年3月）1年間の販売台数（131台）を上回ったことが発表された[74]。
  - 8月5日 -「NISMO」2022年モデル、「NISMO Special Edition」2022年モデルの価格を公表。なお、先行公開から約3か月の7月末時点で300台の予約注文があり、予定していた販売数を超えたため、オーダー受付を終了したことも発表された[75]。
  - 9月14日 - 2022年モデル及び特別仕様車「Premium edition T-Spec」・「Track edition engineered by NISMO T-spec」が発表された（10月下旬発売）[76]。
- 2022年（令和4年）10月27日 - 2022年5月24日から2022年8月29日まで製造した車両の前席の座席ベルトの巻取り装置において、内部の部品加工が不適切なため、乗員拘束力制御機構が正しく機能しないものがあるため国土交通省にリコールを届出[77]。
- 2023年（令和5年）
  - 1月13日 - 2024年モデルが先行公開され、東京オートサロン2023にて特別仕様車「Premium edition T-Spec」と「NISMO Special Edition」の2024年モデルが披露された。なお、2024年モデルの発表・発売は通常モデルが2023年春、「NISMO」2024年モデルは2023年夏を予定していることもアナウンスされた[78][79]。
  - 3月20日 - 2024年モデルが正式発表され、日産ハイパフォーマンスセンターにて注文受付が開始された。なお、生産台数に限りがあるため、注文が受けられない場合がある（「Special edition」を含む「NISMO」と「T-Spec」を含む「Track edition engineered by NISMO」は同年夏発売、それ以外のグレードは4月下旬発売）[80]。
- 2024年（令和6年）
  - 3月14日 - 2025年モデルが発表され、注文受付を開始（6月発売）。2024年モデル同様に生産台数に限りがあり、注文が受けられない場合があるため、販売店や日産ハイパフォーマンスセンターへ問い合わせるように案内されている[81]。
- 2025年（令和7年）
  - 2月 - GT-Rの生産を同年8月をもって終了することが公表された。

## ラップタイム
日産側によれば、GT-Rの最高速度は192マイル/h（309km/h）である。しかし米Motor Trend誌側の計測では、最高速度195マイル/h（313.8km/h）を記録した。加速性能では、0-60マイル/h（96km/h）においてlaunch controlを使用した場合は3.2秒、使用しない場合は3.9秒（北米2010年モデルでは3.5秒）を記録した。Car and Driver誌の計測では0-1/4マイルを11.5秒、到達時の速度は200km/h、Evo誌の計測では0-100-0マイル/hは13.9秒、Autocar誌では0-100マイル/hは8.5秒だった。
2010年11月のマイナーチェンジ後のモデルでは0-100km/h加速3.0秒を記録し、最高速は315km/hまで引き上げられている。2012年モデルでは0-100km/h加速2.8秒を記録し、2013年モデル（NISMO）では2.7秒を達成している。

### ニュルブルクリンクでのラップタイム
2008年4月17日、ドイツのニュルブルクリンク（北コース）で、データレコーダーとビデオを搭載し市販車よりも車重が50kg重い状態で、開発ドライバーである鈴木利男が運転したGT-Rが、7分29秒3という当時の量産市販車最速タイムを記録した。
このタイムに関してポルシェから疑惑の声が上がり、ポルシェがアメリカで購入した車両でのテストを行った結果、タイムは7分54秒となった。同時に計測された911ターボのタイムは7分38秒、911GT2のタイムは7分34秒であった。しかし、両車はさまざまなメディアにおいて比較されており、動力性能はほぼ互角であることが明白であるため、GT-Rと911にこれほどの差がつくのは不自然である。北米仕様車と鈴木がタイムを更新した日本仕様車は装着するタイヤやトルクなどに違いがあるが、北米日産のニール・リーヴはそれでも25秒の差が生じるのは考えにくいと語っている。このポルシェの異議に対し、日産側はタイム計測に用いた車両が市販車であると公式に反論し、テストの模様は『ベストモータリング』2008年7月号に収録されておりビデオがラップタイムの証拠になると主張している。ポルシェ側からは、計測時にセミスリックタイヤを装着していたのではないかといった疑問が呈されたが、実際にテストに使用されたタイヤに関しては、製造元の住友ゴム工業がテスト終了後に撮影したタイヤの写真を報道向けに公開している。
ちなみに日本の小さなサーキットにおいては、「ベストモータリング」による筑波サーキット、ツインリンクもてぎの両コースでのサーキットバトルでは、GT-Rが911ターボをラップタイムで3秒以上の大差をつけている。
のちにニュルブルクリンクでの市販車最速タイム記録は、2013年9月13日にポルシェ・918スパイダーによる6分57秒に更新された。
その翌年の2009年4月16日には、オプションのダンロップ製SPスポーツ600DSSTタイヤとレイズ製アルミ鍛造ホイールを装着した2008年12月の改良モデルが、鈴木による運転でGT-Rとしての公式記録7分29秒3を上回る7分27秒56を記録した。その際は前年のポルシェとの一件があったせいか、複数のメディアを招待しての計測となった。さらに同月23日には、同じく鈴木による運転で7分26秒70を記録し、GT-Rとしての記録を更新した。
2011年3月22日には2010年11月改良型モデルのタイムアタック映像がインターネット上で公開された。路面が一部ウェットの状態での計測であり、公式の記録とはなっていないが、ラップタイムは2008年の改良モデルよりも2秒以上縮まり、7分24秒22を記録している。
2011年10月に行われた2012年モデルのタイヤ性能確認走行では、非公式ながら7分21秒を記録している。2012年5月12日には2013年モデルで7分19秒18のラップタイムを記録したが、他車が走行している中での走行であり、2度遅い車を追い越すためにアクセルを緩めているため、公式では実質タイムを7分18秒6としている。
2013年9月30日にはNISMOブランドのグローバルアンバサダーを務めるレーシングドライバーミハエル・クルムがNISMOモデル（N Attack Package）により7分08秒679で北コースを周回し、後部座席を取り外す等の改造はされてはいるが、量産市販車としての当時の世界最速の記録を更新した。

### 筑波サーキットでのラップタイム
筑波サーキット（コース2000）におけるラップタイム1分切りはR35型GT-Rの目標のひとつとされ、当初からCARトップの企画「筑波アタック」によって計測が行われてきた。それ以前の国産車最速記録はBCNR33型スカイラインGT-Rによる1分3秒58で、BNR34型の記録更新はなかった。
R35初のアタックとなった2008年モデルでは、1分2秒119で日本車最速を樹立。その後、2009年モデルで1分1秒34、ブラックエディション（2012年モデル）で1分0秒72、ピュアエディションforトラックバック（2013年モデル）で1分1秒81、ニスモ（2014年モデル）で1分0秒97、ニスモ（2017年モデル）で1分1秒24、ニスモ（2018年モデル）で1分0秒229となっている。
2018年モデルに関しては、チーフプロダクトスペシャリストである田村宏志が1分切りをできなかった悔しさを語っている。そのため、ニスモの2020年モデルの筑波アタックでは田村も同席し、テストに臨むことになった。最初から1分を切る59秒909で記録更新となったが、田村の「まだイケる!!　最後にもう1回」との言葉により再アタックを敢行し、59秒712に更新した。この記録は輸入車を含め筑波アタック史上最速となり、ポルシェ・911 GT3 (991)を上回っている。
2024年モデルでは、レーシングドライバーの松田次生によるアタックで58秒820を記録し、ラップタイムをさらに短縮した。

## 整備・実走行
GT-Rの整備や点検は、独自の研修を受けた認定メカニックおよび専用整備ツールが存在する「日産ハイパフォーマンスセンター（NHPC）」「GT-R特約サービス工場協会加盟店」に限られる。というのも、かつてのスカイラインGT-Rがライトチューン程度でもノーマルの2倍以上もの高出力に、ショップ級になると1000馬力超のマシンに改造されてきた実例を踏まえて、これらを防止する目的で純正のタイヤやエンジンオイルの交換まで、細部まで徹底してNHPCで行えるようにハード・ソフト共に整えられていることが特徴である。そのため、駆動部位を筆頭に指定部位の純正以外の部品を他店もしくは独自に装着した場合は保証の対象外となる。
一般にはGT-Rの部品は市販されていないため、NHPCでの整備を行なわないと車両のコンディションの維持は難しい状況となるが、日産ワークスであるNISMOからは保証の対象となるチューニングパーツ（多くはSpecVと同等の性能・品質を維持している）が販売されているほか、保証対象外になるものの多くの社外アフターパーツメーカーからも外装・電装系や吸排気系のチューニングパーツが開発され発売されている。そのため保証を厭わないのであれば、スポーツカーに実績のある自動車工場やチューニングショップでも点検整備や車検、修理等は全く問題なく行える。
この特徴的な整備体制や保証体制が自動車業界関係者の間で話題になった。維持費の高さや多数の制約はスーパーカーといえども批判的に捉えられる面もあり、後に純正部品の価格引下げや2009年5月のオーナー向けロイヤリティプランの開始などの維持費低減策が講じられた。

### リミッター
警察車両向けを除き、ナビゲーションシステムと連動させた日本車初のスピードリミッター解除機能（国土交通省承認済み）も持つ。日産が登録した日本国内のサーキットの特定エリアに入り、ナビゲーションを操作することにより、180km/h以上かつ300km/hを超えるスピードを出すことが可能となる。リミッターに装着されたメモリには随時、車両の速度が記憶されるようになっており、不正な手段によるリミッターカットが整備時にチェックできるシステムが取り入れられている。

## モータースポーツ

### SUPER GT GT500
2008年
2008年1月、日産自動車はSUPER GTのGT500クラスに2007年までのZ33型フェアレディZに代わり、2008年シーズンからGT-Rで参戦することを発表した。車体は特認車両として2009年のレギュレーションを先取りし、大幅な改造がなされたが、エンジンは引き続きVK45DEをベースとした4.5L V8エンジンを使用し、ニスモ・TEAM IMPUL・ハセミモータースポーツ・KONDO Racingに計5台を供給する。駆動方式は、旧スカイラインGT-Rで全日本GT選手権に出場していたときと同様、オリジナルの4WDからFRに変更されている。

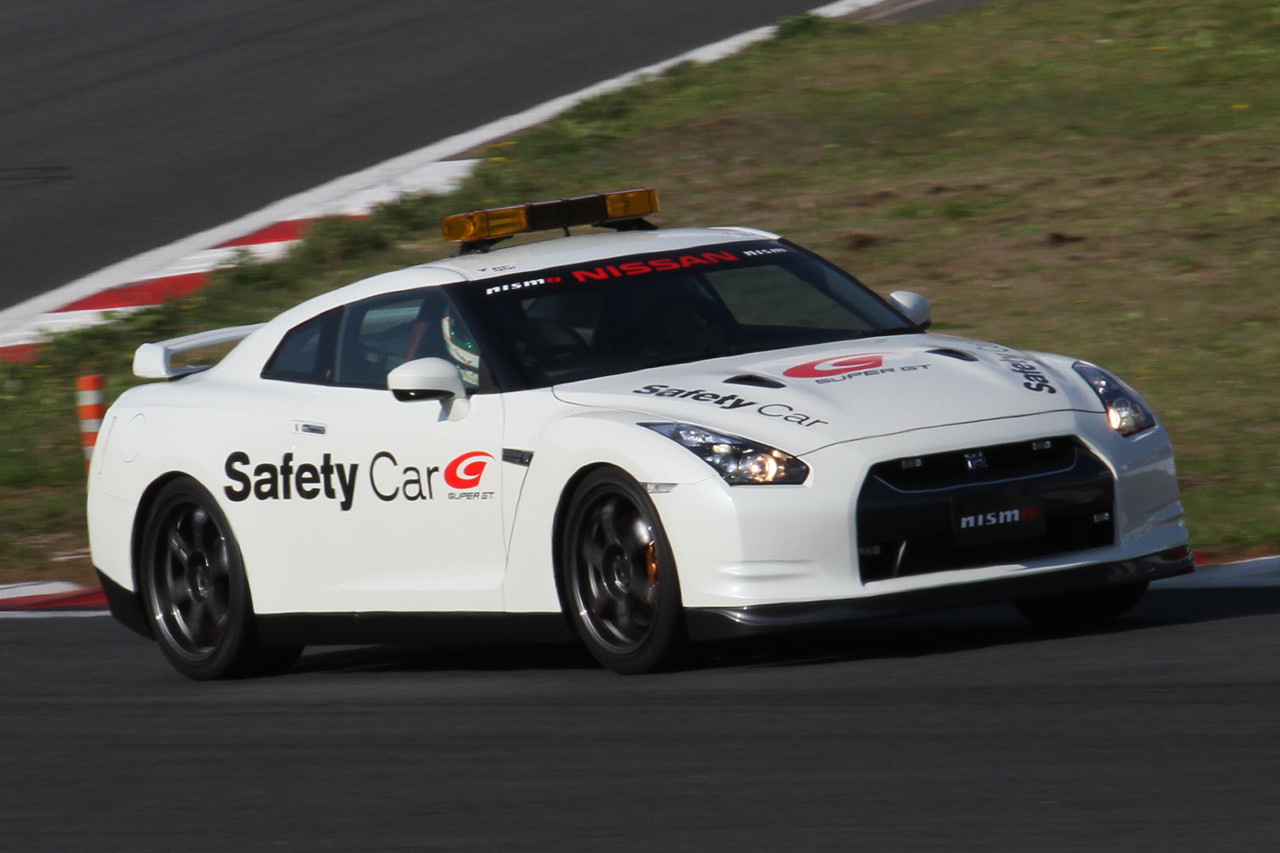
SUPER GTオフィシャルセーフティカー
2010 SUPER GT 第3戦富士スピードウェイにて

参戦車両は、2007年12月2日のニスモフェスティバル2007で公開され、2008年1月11日から開催された東京オートサロンでカラーリングが発表された。さらに、SUPER GTオフィシャルセーフティカーとしても、2015年シーズンにレクサス・RC Fに変更されるまでGT-Rが全戦で使用されていた。
GTデビューとなった2008年3月16日に鈴鹿サーキットで行われた開幕戦では、前年に圧倒的な速さを見せたホンダNSXに2008年以降、特別性能調整が課されたことや、上記の通り、GT-Rのみに特認車両として許された車体の拡大などがメリットとなり、圧倒的な速さを見せ、デビューウィンをXANAVI NISMO GT-R、MOTUL AUTECH GT-Rの1‐2フィニッシュで飾った（ちなみに3月15日の予選ではカルソニックインパル GT-Rが3位に入り1-3位グリッドを独占したが、同車は本戦でクラッシュしている）。
デビュー2戦目の岡山、4戦目のセパンでも1-2フィニッシュを飾った（XANAVI NISMO GT-RはGTにおいて10年ぶり2連勝を飾った）。
XANAVI NISMO GT-Rはシリーズ中盤勢いを落とすものの、開幕2連勝を含む3勝を挙げ、ドライバーズタイトルを獲得した。GT-Rとしては年間7勝を挙げ、車種別の年間最多勝記録を更新した。
2009年
2年目となる2009年は、NISMOから参戦する車両が前年の2台から1台に減少し、全部で4台体制での参戦となった。ちなみに同年は夏場のコックピット内温度上昇への対策として、シーズン途中の第4戦から、レーシングカーとしては極めて珍しくエアコンを搭載している。
3月22日、岡山国際サーキットでの開幕戦は3番グリッドからスタートしたHIS ADVAN KONDO GT-Rが雨のレースを制し、昨年からの連勝を5に伸ばした。その後第3戦、第5戦をNISMOが第4戦をハセミが勝利を飾っている。その後もNISMOは順調にポイントを稼ぎポイントランキングトップで最終戦を迎えるが、最終戦ではトラブルもありノーポイントでフィニッシュし、2年連続のタイトルを手に入れることはできなかった。
2010年
2010年からはウェイトハンデによる性能引き下げ措置を避けるために車両規則に則った新開発の3.4L VRH34A型エンジンを搭載するマシンが投入される。このVRH34型エンジンは市販車のものをベースとしている。参戦台数は、NISMO、TEAM IMPUL、KONDO Racing各1台の3台体制となる。
3月21日、鈴鹿サーキットで行われた開幕戦では、前日の予選でクラッシュし大破したHIS ADVAN KONDO GT-Rが、黄砂交じりの小雨が降る難しいコンディションのレースを制し優勝した。
6月20日の第4戦セパンでは、ポールポジションからスタートしたカルソニックIMPUL GT-RとMOTUL AUTECH GT-Rが1-2フィニッシュ。
10月23日、栃木県茂木町のツインリンクもてぎ(レーシングコース)で行われた最終戦では、予選でカルソニックIMPUL GT-Rが4番手、HIS ADVAN KONDO GT-Rが7番手、MOTUL AUTECH GT-Rが予選2回目敗退となる9番手とワークスチームの23号車に対しサテライトチームの12号車と24号車が予選で上回った。
翌10月24日、決勝ではチャンピオン獲得の可能性の残っていたランキング4位の12号車と同5位の23号車が早々に上位にポジションアップを果たすも、今シーズン好調のウイダー HSV-010とENEOS SC430の2台の前に出ることができず、12号車が5位、23号車が8位、24号車が10位に入ったものの2008年以来の日産勢によるチャンピオン獲得は実現しなかった。2010シーズンチャンピオンはSUPER GTにおける新車を投入した年にチャンピオンを獲得できるというジンクスを守った18号車のホンダHSV-010GTが獲得した。
2011年

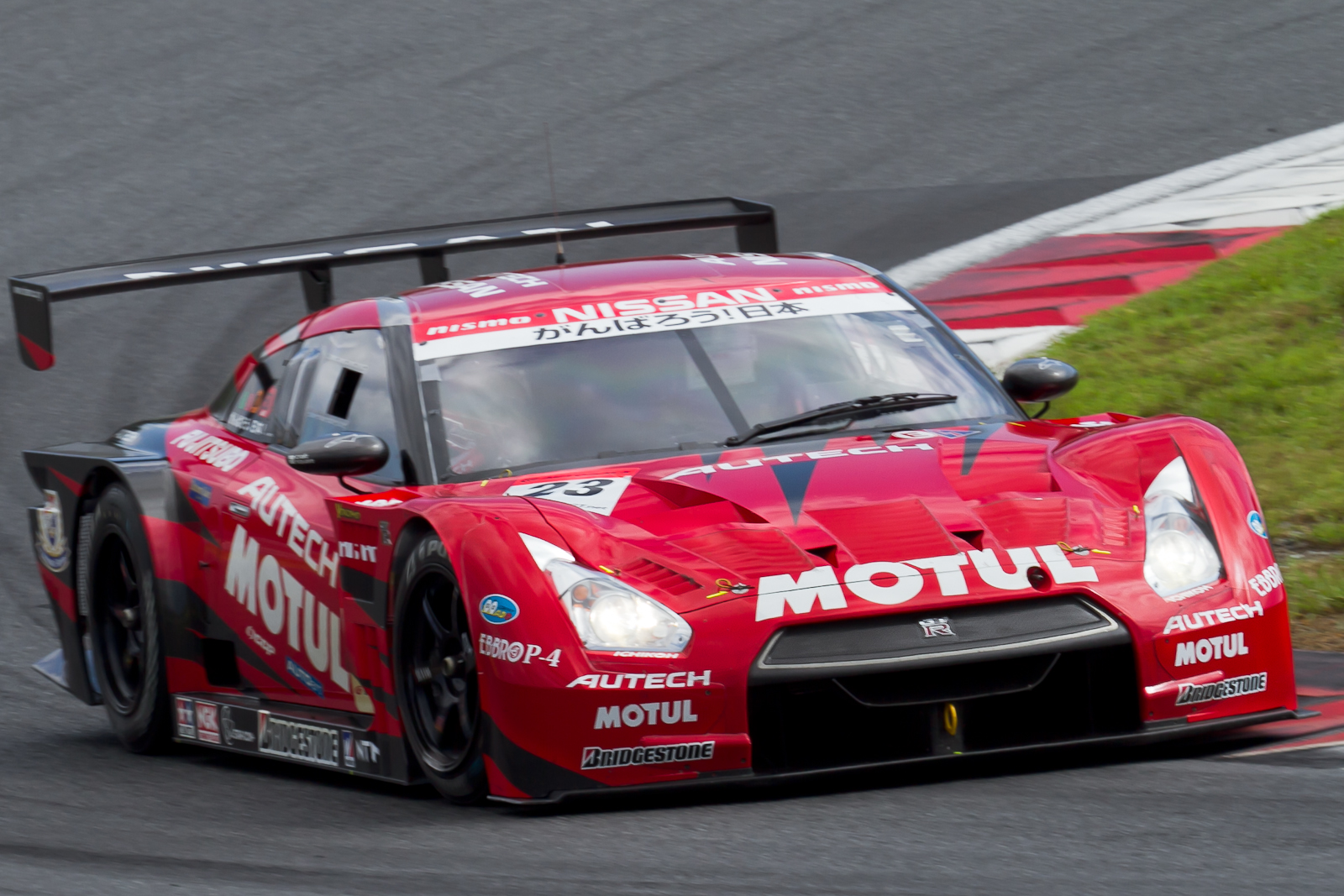
2011年モデル
2011 SUPER GT 第2戦富士スピードウェイにて

エンジンのトルク特性、出力の向上、ボディ形状のリファインや駆動系の信頼性向上などマシンの正常進化を図った。第5戦からVRH34Aの進化型VRH34Bにエンジンを変更した。参加台数はNISMO、IMPUL、KONDOに加え前年までGT300クラスに参戦したMOLAが加わり4台で参戦。ニスモはタイヤをミシュランからブリヂストンに戻し、ミシュランはMOLAが装着する。
東日本大震災の影響で実質上の開幕戦となった（第2戦）富士では予選で46号車のS Road MOLA GT-Rがミシュランタイヤの戦闘力の高さを活かしポールポジションのDENSO SARD SC430に次ぐ予選2位を獲得、23号車のMOTUL AUTECH GT-Rは予選6位。決勝では激しい雨となりカルソニック IMPUL GT-Rがクラッシュ、S Road MOLA GT-Rは雨のセッティングがうまくいかず順位を落とし、ADVAN KONDO GT-Rもペースを上げられず苦戦する中、MOTUL AUTECH GT-Rはブノワ・トレルイエ、本山哲が雨でも安定した走りを披露。混乱も物ともせず開幕戦を制した（悪天候により赤旗終了）。
第2戦（第1戦）岡山では開幕戦でクラッシュしたカルソニック IMPUL GT-Rが終盤まで競り合いを演じ優勝。第4戦菅生ではS Road MOLA GT-Rが初優勝を飾った。さらにMOTUL AUTECH GT-Rが第7戦、最終戦と連勝しシーズン3勝を記録した。
中でもS Road MOLA GT-Rが1勝したほか2位入賞を4回記録するなど安定した走りを見せて、ニスモとチャンピオンを争った最終戦もてぎでも2位でフィニッシュしシリーズチャンピオンを獲得。
同年より500クラスにステップアップしたモーラは
- 柳田真孝にとってはGT500クラス初優勝、初の両クラスでのチャンピオン
- GT初の両クラスダブルタイトル獲得（モーラは2008年に300クラスのダブルタイトルを獲得している）
- SUPER GT初500クラス参戦初年度での両タイトル獲得 [注 12]
- ブリヂストン以外のタイヤユーザー初の500クラス両タイトル獲得

という初づくめのシーズンとなった。
NISMOも2008年以来のシーズン3勝を記録した。
2012年
2012年も同様の4チームで参戦する他GT300からNDDP RacingがGT-RのGT3車両で参戦を開始した。
前年とは一転シリーズ序盤はレクサス勢を前に苦しいレースを強いられたが、1号車S Road REITO MOLA GT-Rが第4戦SUGOで3位表彰台を皮切りに続く第5戦鈴鹿1000kmで優勝すると第6戦富士では12号車カルソニック IMPUL GT-Rと1号車のMOLA GT-Rが1-2フィニッシュを見せた。その後MOLA GT-Rはシーズン中盤から復調し王者の貫禄を見せ付け、特に第4戦から最終戦まで強力なミシュランタイヤとチームの総合力を武器に2勝を含む5連続表彰台を記録。第7戦オートポリスではチャンピオンを争う他のチームが揃って下位に沈むのを尻目に見事な走りで2勝目を挙げ最終戦を待たずにシリーズ連覇を決めた。日産勢では2003年、2004年のNISMOと本山哲以来の2年連続ダブルタイトルを達成。2007年のARTA以来となる最終戦を前にしてのチャンピオン決定となった。さらに前年に続きブリヂストン以外のメーカーでは初の連覇となった。
2013年
2009年から始まった規定の最終戦となる。
2011年、12年チャンピオンの柳田、ロニー・クインタレッリのコンビが揃ってNISMOに移籍、タイヤメーカーもドライバーに合わせてミシュランにスイッチする。日産、NISMOのエース、本山はMOLAに移籍し、GT300クラスからステップアップした関口雄飛とコンビを組む、KONDO Racingにはクルムが入り安田とコンビを組み、体制を維持したのはIMPULのみとなる。
シリーズ通して8戦中4回ポールポジション (第1戦 NISMO、第3戦 IMPUL、第4戦 MOLA、第5戦 NISMO)を獲得していたが
優勝は僅か一回 (第3戦 IMPUL)となっている。前半戦まででは上位入賞回数が多かったためNISMO、IMPULでそれぞれランキング1,2位に立つが、後半戦ではポイント獲得数を伸ばせず、最終的にそれぞれ、6位・9位となっている。
→以降は「日産・GT-R NISMO GT500」を参照。
2014 - 2016年
ベース車両はGT-Rを継続するものの、ドイツツーリングカー選手権（DTM）との車両規格統一化に向けた規定変更に伴い、事実上全く別の車両となっている。エンジンも本年より「2リッター直列4気筒ターボ」という新レギュレーションに合わせ、新開発したNR20Aを搭載する。参戦体制はこれまでと同様の4チーム。この年から長年IMPULに所属していた松田次生がニスモに戻って、ロニーと2010年のIMPUL以来のコンビを組む、柳田は古巣のMOLAに戻って本山とコンビを組む、松田と入れ替わりで安田がIMPULに、KONDO RacingにはGT300からステップアップした佐々木を抜擢。2014年は車両が変わったばかりだったこともあり車両火災がたびたび見られたもののシーズンを通して強さを見せ、NISMOが2014年規定の最初のシリーズチャンピオンを獲得した。2015年は安定性が向上、強さも変わらずNISMOが2連覇、IMPULが2位に入り1、2を飾る。GT300クラス新型GT-R nismo GT3を投入し、GAINERの10号車とNDDPが2勝ずつ飾って、GAINERが最終戦待たずにチャンピオンを獲得している。2016年の序盤は15年同様NISMOが2連勝するという盤石の強さを見せるが、後半はレクサス陣営が巻き返しを見せる中トラブルやミスでポイントの取りこぼしが目立った。そのまま後半の悪い流れを断ち切ることができず、チャンピオンはレクサス陣営に渡り、NISMOの三連覇は成らなかった。この車両は長いストレートを持つ富士と相性が良く、この3年間の6戦中5勝という強さを見せた。
2017年
ベース車両はGT-Rを継続するものの、車両規則がDTMとの規定統一をより進めた2017年仕様となる。しかしシーズン序盤、エンジンの不具合、信頼性の低さから出力を制限して開幕からの3戦を戦わざるを得ない状況となる。そのため、第4戦SUGOで全4チームにニューエンジンを投入した。その第4戦ではSRoad GT-Rが2位表彰台、第5, 6戦ではNISMOが二連続2位表彰台を獲得、最終戦ではポール・トゥ・ウィンを飾るものの前半戦での取りこぼしが大きく、総合優勝チームに2点差でシリーズランキング2位になっている。
2018年
昨シーズンの不調を改善し、NISMO以外は体制を変更した。IMPULは安田がGAINERに移籍し、若手の佐々木大樹が加入し、JPオリベイラのパートナーに高星を抜擢、2011.12チャンピオンのMOLAは2018年の参戦を見送り、代わりとしてB-MAX RACINGを母体とする「NDDP with B-MAX」がステップアップし、ドライバーは昨シーズンまでMOLAに在籍していた本山、千代のコンビが努めた。タイヤサプライはミシュランも継続する。開幕戦から予選上位に食い込む速さを見せ、第二戦ではNISMOが優勝を飾るが、後半戦からは様々なトラブルに見舞われ、最終戦待たずにチャンピオン争いに加われずに、シーズンを終える、なおシーズン中のポールポジション回数は一回(第5戦.NISMO)の表彰台入賞回数はたった二回になる。(第2戦.NISMO.1位、第6戦.IMPUL.3位)
2019年
昨シーズンの不調を改善するべく、NISMO以外の大幅に変更した。NDDPのドライバーに平手晃平、フレデリック・マコヴィッキィという元ライバル陣営の二人を採用した。IMPULにも元TOM'sドライバーのジェームズ・ロシターを佐々木のパートナーに迎えている。
KONDO RacingはオリベイラがGT300のD'stationレーシングに移籍したため、高星のパートナーにNDDP出身のヤン・マーデンボローを迎える。この高星、マーデンボローのコンビはフォーミュラEでそれぞれリザーブ兼テストドライバー、公式シミュレータードライバーを務めている。
シーズン中は開幕戦、第2戦と2戦連続ポールポジション&コースレコード更新を達成し、NISMO・IMPULのワン・ツーグリッドを獲得し今シーズンのマシンの完成度を他社に見せつけるも、予想以上の温度の低さと天候に左右され、開幕戦ではNSX3台にオーバーテイクを許してしまうも、トップ二台が接触により後退し、結果的に表彰台の2.3位に残る。なお開幕戦は天候悪化に伴い途中赤旗終了となり、獲得ポイント数が半減している。第2戦もNISMOのポールポジションスタートだったが、天候不順の中終盤までトップ争いを演じるも、優勝を逃してしまう。第3戦、第4戦はNISMOがポイント獲得出来ないところを他チーム、他陣営がポイントを取り続け、ランキング順位を落としてしまう。第5戦の富士500マイルでは予選順位でNISMO、NDDPのミシュランタイヤのワン・ツーを掴む。
レースでは一時レクサスに首位を奪われるもトップを走行する。しかしセーフティーカーのタイミングが悪く、ピットタイミングを逃し結果として3位に終わる。第6戦も天候不順の状態でピットタイミングを伸ばした日産陣営がセーフティーカーの影響で後方に沈み、KONDOレーシングのポイント獲得となる。
第7戦は悪天候のなかタイヤ選択を成功したNDDP・NISMOのミシュランタイヤがレースペースでリードしていき、後半にダンロップのModulo NSXに2番手を奪われるも、終始ハイペースのNDDPがGT500初勝利、日産の19年シーズン初勝利を挙げた。なお表彰台にブリヂストンタイヤユーザーが乗れなかったレースは2014年の富士ラウンド以来であった。
最終戦前でのポイント差は19点差で3位にNISMOが入っていた。
2020年
本年よりDTMとの共通レギュレーションである「クラス1」規定が全面施行されることに伴い、エンジンを新型のNR20Bに変更。NISMO、KONDO Racingは継続、IMPULは佐々木のパートナーにGT300から昇格した平峰一貴を、NDDPは平手のパートナーに千代勝正を起用。第3戦鈴鹿ではNISMOが2番手スタートから優勝、第6戦鈴鹿ではNISMOが最後尾からスタートするもセーフティカーを利用してトップに浮上、そのままNISMO1位、IMPUL2位のワンツーフィニッシュを果たした。
2021年
NISMO、NDDPは前年同様のドライバー、IMPULには平峰のパートナーに松下信治、KONDO Racingには高星のパートナーに佐々木を起用。第3戦鈴鹿ではNISMO、NDDP、KONDO  Racingの3台で表彰台を独占、第5戦SUGOではIMPULが優勝するなど、日産全車が表彰台に乗るシーズンとなった。このように日産陣営が存在感を見せたシーズンだったが、ドライバーズランキングではIMPULの平峰/松下組の8位(チームランキング6位)が最高となるに留まった。
なお、2021年シーズンを以て、2008年から14年間にわたるGT-R GT500の参戦は終了し、次年度からはZ GT500が日産陣営から投入された。

### FIA-GT
2009年
FIA GT選手権のGT1クラスに参戦することが正式に発表された。しかし、テスト的な参戦であることと、2010年から適用される新車両規定に則ってマシンが製作されたため、賞典対象外車輌としてのエントリーとなる。マシンのメンテナンスはイギリスのギガウェーブ・モータースポーツが手掛け、ミハエル・クルム、ダレン・ターナーの2人によってドライブされる。開幕戦シルバーストーン・サーキットは予選11番手からスタートしたが、リアサスペンションにトラブルが発生し、完走は果たせなかった。第2戦はスキップし、第3戦オッシャースレーベンで総合14位、そしてその後の第4戦スパ・フランコルシャン24時間レースに出場して総合13位で完走した。そして最終戦となる第8戦はクラス8位で終えた。
2010年
2009年12月6日に2010年モデルのFIA GT1仕様GT-Rが公開された。2009年にFIA-GTに出場したGT-Rも含め、エンジンは5.6L V8のVK56DE型エンジンを搭載し、駆動方式もSUPER GT仕様車同様にFRとなっている。トランスミッションはリカルド製6速シーケンシャルで、4輪カーボンセラミックブレーキが採用された。ボディパネルはカーボンファイバー製、ウインドウはプラスチック製となり軽量化がなされている。
イギリスのSUMO POWER GTおよびスイスのスイスレーシングチームとの車両供給契約が締結され、2010年は両チーム各2台の計4台が出場した。
2011年
前年に引き続きイギリスのSUMO POWER GTから2台がエントリー。前年のスイスレーシングチームに代わって、新たにイギリスのJRモータースポーツから2台がエントリーし、前年と同じ2チーム・4台体制でシーズンに臨んだ。なかでもJRモータースポーツからエントリーしたミハエル・クルムとルーカス・ルアーのドイツ人ペアは予選レース1勝・決勝レース3勝、リタイヤは決勝レース1戦のみとシーズンを通して安定した成績を残し、2011年のドライバーズチャンピオンを獲得。日産に初のFIA世界選手権タイトルをもたらした。

### D1グランプリ
登録名GReddy 35RX SPEC-D。
トラストが駆動方式をFRに変更（トランスアクスル方式からBNR34用のメンバーやOS技研製（RB26DETT用、1号機）または東名自動車製（「ホリンジャ―」、2号機）のシーケンシャルミッションなどを使用して製作されている）し、トラストオリジナルのワイドボディキットを装着して出場している。ドライバーは川畑真人。2017年からは新たに末永正雄をドライバーに迎え、末永は2016年まで川畑がドライブしていた1号機、川畑は新たに製作された2号機の二台体制で参戦している。
2014年
第一戦・富士スピードウェイでデビュー。ドリ車としては未知数故にセッティング等煮詰まっておらず、「優勝できるポテンシャルはなかった」と川畑自身が語った通り、単走22位、総合20位に終わる。その後しばらくはトラブルが続くなど成績が伸び悩んだが、最終戦・お台場では単走2位・総合2位、翌日のエキシビションでは優勝を決め、次年度が期待された。
Rd1 FUJI:単走22位、総合20位(悪天候のため競技中断)
Rd2 SUZUKA:単走22位、総合15位
Rd3 AUTOPOLIS:単走優勝(初)、総合5位(リタイア)
Rd4 EBISU:単走5位、総合11位
Rd5 EBISU:単走22位、総合16位
Rd6 TOKYO:単走2位、総合2位
シリーズランキング:単走6位、総合6位
2015年
初戦で初の総合優勝を決め、以降安定した強さを見せて川畑は3度目のシリーズ優勝を遂げるが、シリーズ後半はトラブルや斎藤太吾のJZX100の圧倒的な加速力の前に総合優勝は2回にとどまった。
Rd1 TOKYO:単走12位、総合優勝
Rd2 SUZUKA:単走23位、総合2位
Rd3 TSUKUBA:単走2位、総合優勝
Rd4 EBISU:単走優勝、総合5位(リタイア)
Rd5 OSAKA:単走7位、総合3位
Rd6 TOKYO:単走13位、総合6位(リタイア)
シリーズドライバーズランキング:優勝
2016年
前年度に引き続いての優勝を狙いさらなる改良を施して続投するが、今年度に入ってからは優勝がなく斎藤太吾に完全に押されてしまっている。
Rd1 TOKYO:単走優勝、総合2位
Rd2 FUJI:単走2位、総合2位
Rd3 TSUKUBA:単走3位、総合3位
Rd4 TSUKUBA:単走11位、総合8位
2017年
今回から、2台体制で出場する。川畑は35号車（2号機）、末永は39号車（1号機）で参戦し、末永は主に単走予選で戦績を残した。
- 35号車（川畑）

Rd1 TOKYO:単走2位、総合5位
Rd2 TOKYO:単走5位、総合4位
Rd3 TSUKUBA:単走2位、総合優勝
Rd4 OSAKA:単走13位、総合13位
Rd5 EBISU:単走8位、総合14位
Rd6 EBISU:単走7位、総合7位
Rd6 EBISU:単走6位、総合6位
Rd7 TOKYO:単走9位、総合6位
Rd8 TOKYO:単走シード、総合16位
シリーズランキング:単走2位、総合5位
- 39号車（末永）

Rd1 TOKYO:単走予選28位
Rd2 TOKYO:リタイア
Rd3 TSUKUBA:単走予選1位、単走決勝3位、総合3位
Rd4 OSAKA:単走予選9位、単走決勝9位、総合優勝(初)
Rd5 EBISU:単走予選22位
Rd6 EBISU:単走22位
Rd7 ODAIBA:単走決勝20位
Rd8 ODAIBA:単走優勝、総合8位
シリーズランキング:単走21位、総合11位
- チーム総合

シリーズ最終結果:4位
2018年
優勝奪還を掲げ、前年度と同様に2台体制で挑む。
- 35号車（川畑）

Rd1 OSAKA:単走5位、総合2位
Rd2 OSAKA:単走優勝、総合9位
Rd3 AUTOPOLIS:単走優勝、総合3位
Rd4 HOKKAIDO:単走優勝、総合3位
Rd5 TSUKUBA:単走優勝、総合5位
Rd6 EBISU:単走優勝、総合5位
Rd6 EBISU:単走6位、総合6位
Rd7 EBISU:単走優勝、総合4位
Rd8 TOKYO:単走8位、総合10位
シリーズドライバーズランキング:2位、総合ランキング:優勝
- 39号車（末永）

Rd1 OSAKA:リタイヤ
Rd2 OSAKA:単走5位、総合3位
Rd3 AUTOPOLIS:単走6位、総合4位
Rd4 HOKKAIDO:単走2位、総合9位
Rd5 TSUKUBA:単走20位、総合-位
Rd6 EBISU:単走6位、総合6位
Rd7 EBISU:単走7位、総合7位
Rd8 TOKYO:単走3位、総合2位
シリーズドライバーズランキング:4位、総合ランキング:6位
- チーム総合

Rd4 HOKKAIDO:3位
Rd5 TSUKUBA:5位
Rd6 EBISU:5位
Rd7 EBISU:4位
Rd8 TOKYO:2位
シリーズ最終結果:2位

### グループGT3
2012年1月にグループGT3レギュレーションに準拠したNISSAN GT-R NISMO GT3を発表し順次デリバリーを開始している。エンジンはベース車同様にVR38DETTのままであるが、6速シーケンシャルパドルシフト（駆動方式はGT3ではAWDが禁止されているため、FRに変更されている）などを採用している。2015年仕様からはベース車両が標準仕様からNISMO仕様に変更され、それに伴い外観が変更された。
同年度のSUPER GTのGT300クラスにNDDPの一環で、スーパー耐久のST-GT3クラスにはKONDO Racingでそれぞれデビューをはたしており、前者に関しては第4戦菅生で優勝、第5戦鈴鹿で2位と好成績を残した。
2013年はアップデートを施し、NDDPのエースドライバーに開発ドライバーの星野一樹を起用。参戦台数を増やし戦闘力を上げたが、13年はJAF-GTのハイペースに翻弄され、第5戦鈴鹿での5位が最上位となる。
なお、第7戦のオートポリスは予選順位でトップ5台中3台が入る好成績を収めた。
2014年はNDDPが上位入賞を続け、初開催となるタイでGT3車両としての2勝目を挙げ、ランキング4位を獲得した。
2015年にはモデルマシンをGT-RからGT-R NISMOに変更し、新型GT-R GT3を投入。SUPER GTではNDDPと2015年シーズンからGT-R GT3を使用するGAINER10号車チームがそれぞれ2勝ずつを挙げ、GAINERが最終戦を待たずにチャンピオンを獲得する強さを見せた。オーストラリアのバサースト12時間レースでは、NISMO契約ドライバーである千代勝正を陣営に加えて参戦したNISMOアスリート・グローバルチームが総合優勝を勝ち取った他、ブランパン耐久シリーズでも千代が一員としてドライブしたニッサンGTアカデミーチームRJNがプロクラス・シリーズチャンピオンシップを制した。
2016年は第二戦でNDDPが優勝、第5戦でGAINERが3位第7戦でNDDPが2位入賞するが、他の新型GT3マシンやJAF-GTマシンに対抗出来ず、最終戦前にチャンピオン争いから離脱した。
2017年は性能調整の影響が強く、上位争いを演じることが難しくNDDPのランキング16位が最上位となる。
2018年はNDDPがGT500ステップアップしたため、代わりにGAINERの11号車もGT-Rを採用。GAINERは10・11号車のみ新型GT-R GT3を導入して日産のセミワークスとして参戦。第4戦でGAINER11号車が新型としての初優勝を飾り、第2戦で11号車が、第6戦10号車が表彰台に登った。
2019年はKONDO Racingが日産大学校との共同チームとしてスーパー耐久からステップアップ参戦を果たし、アジア枠としてX worksが参戦する。さらに昨年のGAINERの2チームに続き、東名ワークス、KONDO Racing、X worksが18年仕様のGT-R GT3を使用した。またDIJON Racingのみ15年仕様のGT-R GT3を継続使用する。
第2戦富士500kmではKONDOのGT-R GT3がポールポジションを獲得。GAINERの11号車が優勝を飾り、第4戦タイでも10号車が15年の第5戦以来の勝利を決める。タイでGAINERとしては2連勝、GT-R GT3としても6年中4勝を挙げ、好相性を結果で示している。最終戦では、GAINERの11号車がシーズン2勝目を挙げた。また、最終戦後に行われたDTMとの交流戦に合わせたスプリントレースの第1レースで、48号車のNILZZ Racingが最終周までトップを走行し、最後にオーバーテイクされるも2位でフィニッシュし、2015年仕様のGT-Rの活動を締めた。
2020年は、コロナ禍による大幅な予定変更の中、第3戦鈴鹿でGAINERの11号車が優勝。第4戦もてぎではTOMEI SPORTSの360号車がポールポジションを獲得。第5戦の富士ではKONDO(J・P・デ・オリベイラ/藤波清斗)の56号車が念願の初優勝を遂げ、その後第7戦もてぎで2勝目を挙げ、最終戦富士では2位となり、GT-RがGT300クラスで初のシリーズチャンピオンを獲得した。また、この年からNILZZ　Racing(元DIJON Racing)の48号車が2018年仕様の車両に更新して使用している。
2021年は開幕戦岡山で、前年度と同じコンビで連覇を狙うKONDOの56号車が優勝。しかしその後56号車は3位に2回入賞するも届かず、ドライバーズチャンピオンシップ2位でシーズンを終えた。GAINERの11号車は第4戦もてぎで2位となった。またこのシーズンを最後にGT300で長年活躍していた星野一樹がSUPER GTを引退した。

### その他
NISMOから2008年、パーツやMOTULの特殊オイルの開発のためにスーパー耐久の一戦である十勝24時間レースに参戦し、総合21位で完走した。前述の通りSUPER GTにおいては駆動方式をFRに変更しているため、オリジナルの4WD機構を維持したかたちでのレース参戦はこれが初となる。
2010年にはスーパー耐久・第4戦（富士スピードウェイ）に再びGT-Rがテスト参戦。ただ雨と霧が多発する悪天候に翻弄され、結果は総合8位（ST-1クラス5位）に終わった。この参戦はNISMOによる「カスタマープログラム用に開発を進めているR35 GT-Rのためのテスト参戦」とされており、2011年以降にプライベーターにマシン供給を行うことを見据えたものとなっている。さらに2010年9月5日のスーパー耐久・第5戦（岡山国際サーキット）にはスーパー耐久参戦が10年振りとなるダイシンモータースポーツがGT-Rでの参戦を発表した。
ニュルブルクリンク24時間レースにおいては、2011年に山内一典らを擁した地元チームのシュルツモータースポーツがチューニングしたGT-Rで参戦。総合36位・SP8Tクラスのクラス優勝という結果を残した。翌2012年はチームGTアカデミーがGT-Rで総合30位・SP8Tクラスのクラス優勝を飾っている。同2012年には日産本社のGT-R開発チームが開発主管の水野を監督にほぼ市販車のままのGT-Rで参戦し、NISMOを介さず市販車の開発チームが市販車開発のために直接レースに参戦するという極めて稀な参戦形態となった。2013年には後述するGT3仕様で参戦している。
2015年、GT-Rの名を冠したLMP1-HマシンであるGT-R LM NISMOを開発し、ル・マン24時間レースに参戦することを大々的に宣伝した。FFというプロトタイプレーシングカーとしては極めて奇抜な駆動形式で注目を集めたが、回生システムがまるっきり機能せず、下位クラスのLMP2マシンより遅く走るなどで大敗を喫した。

## 受賞
括弧内は授賞団体の国名、受賞対象（車両に対するものは記述しない）。
2007年
- あなたが選ぶカー・オブ・ザ・イヤー（日本）
  - 大賞
  - スポーツカー・オブ・ザ・イヤー
- トップ・ギアアワード「ワールド・スーパーカー・オブ・ザ・イヤー」（イギリス）
- トップギア「ベスト・スーパーカー」（シンガポール）
- ミドルイーストカー「カー・オブ・ザ・イヤー」（中東）

2008年
- 日本カー・オブ・ザ・イヤー（日本）
  - MOST ADVANCED TECHNOLOGY賞
  - 10ベストカー[122]
- カービューイヤーカー（日本）
  - 国産車
  - 特別賞
- 日経優秀製品・サービス賞「最優秀賞 日経産業新聞賞」（日本）
- オートカラーアウォード「技術部門賞」（日本、アルティメイトメタルシルバー）
- 日刊工業新聞（日本）
  - "超"モノづくり部品大賞 奨励賞（VR38DETT用NPSCボアシリンダーブロック）
  - "超"モノづくり部品大賞 自動車部品賞（デュアルクラッチ式トランスアクスル）
- 軽金属学会「小山田記念記念賞」（日本、マルチマテリアルボディ開発）
- ポピュラーメカニックス「Automotive Excellence Awards (Design)」（アメリカ）
- ポピュラーサイエンス「オートテック・グランドアワード・ウィナー」（アメリカ）[123]
- エボマガジン「カー・オブ・ザ・イヤー」（イギリス）
- オートエキスプレス（イギリス）
  - ニュー・カー・オナーズ スポーツカー・オブ・ザ・イヤー
  - パフォーマンスカー・オブ・ザ・イヤー
- オートカー「ドライバーズカー・オブ・ザ・イヤー」（イギリス）
- ジャパニーズ・パフォーマンス「カー・オブ・ザ・イヤー」（イギリス）
- ビークル・ダイナミクス「インターナショナル・カー・オブ・ザ・イヤー」（イギリス）
- パフォーマンス・カー「カー・オブ・ザ・イヤー」（イギリス）
- カー・マガジン「ベスト・カー・オブ2008」（イギリス）
- ミドルイーストカー「ベストパフォーマンスカー」（中東）
- トップ・ギア（アラビア版）「スーパーカー・オブ・ザ・イヤー」（中東）
- プレイボーイ・カー・オブ・ザ・イヤー「カー・フォー・タフ・メン」（ポーランド）
- ギネス・ワールド・レコーズ 0-60mph加速最速4シーター車（イタリア）
- Yahoo! 台湾「ヤフー・テクニック・アワード」（台湾）

2009年
- スポーツニッポン「キング・オブ・カー」（日本）
- 自動車技術会「技術開発賞」（日本、世界初の独立型トランスアクスル4WDシステム開発）
- 自動車工学「ニューテクノロジー・オブ・ザ・イヤー ベスト10」（日本、GR6およびVR38DETT）
- 日本ダイカスト協会（日本）
  - 浦上賞（エンジンへのマグネシウムダイカストオイルパンの適用）
  - 小野田賞（日本のダイカスト工業の進歩発展・生産性向上に著しく貢献）
- エドモンズ（アメリカ）
  - 編集者が最も欲しい車
  - 読者が最も欲しい車 インスタント・クラシック $30,000以上部門
  - 読者が最も欲しい車 スピード $30,000以上部門
- モータートレンド「カー・オブ・ザ・イヤー」（アメリカ）
- オートモビルマガジン「カー・オブ・ザ・イヤー」（アメリカ）
- インターナショナル・カー・オブ・ザ・イヤー（アメリカ）
- ケリーブルーブック「ベストリセールバリュー賞」（アメリカ）
- 世界・カー・オブ・ザ・イヤー「ワールド・パフォーマンスカー」（アメリカ）
- モータートレンド「Tire Rack One Lap of America」（アメリカ）
- オートモーティブ・リースガイド「残存価値賞（高級スポーツカー）」（アメリカ）
- オートモーティブ・ニュース「PACE賞 (Premier Auto Suppliers' Contribution to Excelence)」（アメリカ）
- 知的財産権者協会 (IPO) 「ナショナル・インベンター・オブ・ザ・イヤー賞」（アメリカ、シリンダーボア溶射技術）
- ホワット・カー?「パフォーマンスカー・オブ・ザ・イヤー」（イギリス）
- オートナーブ・チャイニーズカナディアン・コンシューマーズ・カーチョイス・アワード「ベストパフォーマンスカー」（カナダ）
- オートモービル・マガジン「オートモービル・オブ・ザ・イヤー」（中東）

2011年
- オートカラーアウォード（日本、EGOIST）[124]
  - 企画部門賞 YO・ZA・KURA賞
  - 文化女子大学セレクション

## 登場作品
- 『エリジウム』 - マット・デイモン主演のSF映画。オフロード仕様のGT-Rが登場する。

## テレビ番組
- 日経スペシャル ガイアの夜明け 日の丸スポーツカー 復活 ～日産「GT-R」開発 独占取材365日～（2007年10月30日、テレビ東京）[125] - 開発プロジェクトを1年間の長期に渡り独占密着。